# Römische Villa Haselburg

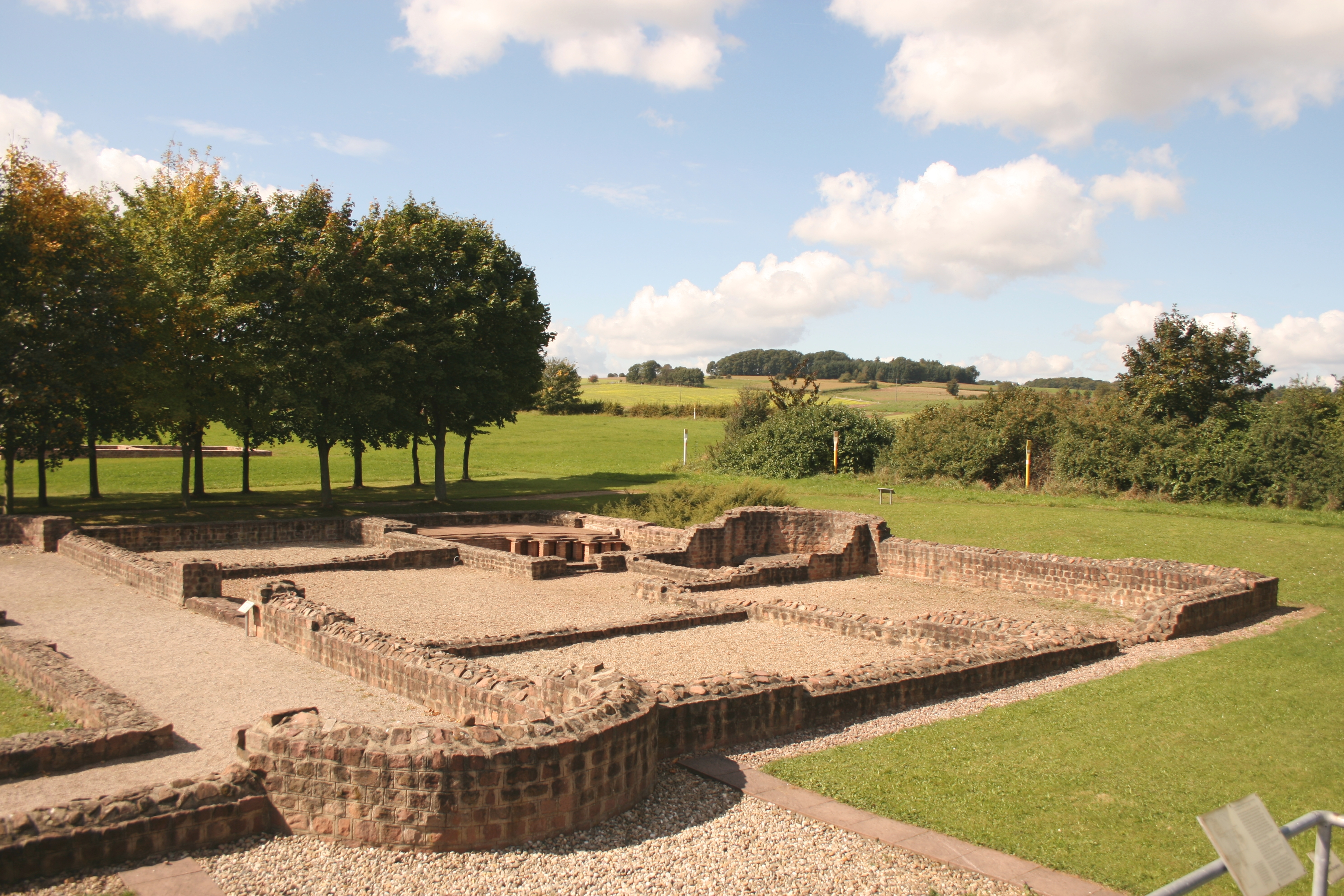
Römische Villa Haselburg – Herrenhaus

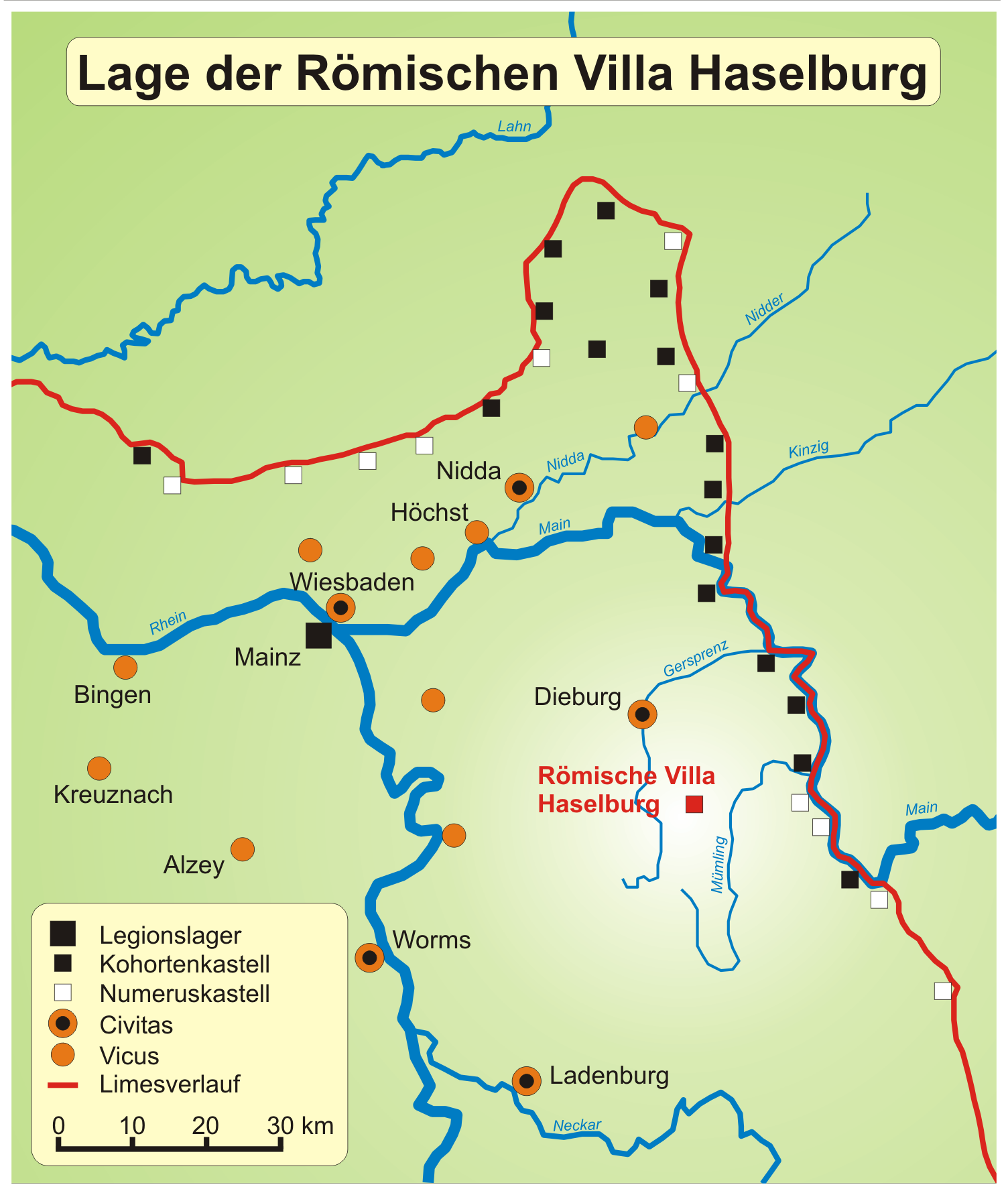
Lage der Villa Haselburg mit Limesverlauf

Die Römische Villa Haselburg war ein Gutshof (sogenannte Villa rustica) aus der Zeit der Besiedlung des Odenwalds durch die Römer. Die nach archäologischen Ausgrabungen in weiten Teilen sichtbare Anlage in der Nähe der Ortschaft Hummetroth bei Höchst im Odenwald in Hessen ist als Freilichtmuseum gestaltet und frei zugänglich.
Die Villa rustica „Haselburg“ gehört zu den mehreren hundert bekannten Gutshöfen aus der Römerzeit in Hessen. Sie ist die bislang größte bekannte und am weitesten durch Grabungen erforschte Anlage dieser Art.

## Entstehung
Die heute Haselburg genannte Anlage entstand – verglichen mit anderen Villen des Dekumatlandes – erst verhältnismäßig spät in der Regierungszeit Kaiser Hadrians (117–138). Der Umstand erklärt sich aus Umstrukturierungen im Gebiet des Odenwaldes, insbesondere der Vorverlegung des römischen Odenwaldlimes Wörth am Main – Bad Wimpfen zur neuen Limeslinie Miltenberg – Lorch um 159. Mit dem Übergang an die zivile Verwaltung setzte schnell eine zivile Besiedlung des möglicherweise zuvor militärisch genutzten Gebietes ein. Innerhalb der Civitas Auderiensium entstanden um 130 der Hauptort Dieburg und mit ihm in der Dieburger Senke und am nördlichen Rand des Odenwalds in Südhessen zahlreiche Villae Rusticae, so auch die Haselburg, was Fundstücke, vorwiegend Keramikfunde aller Art, belegen.

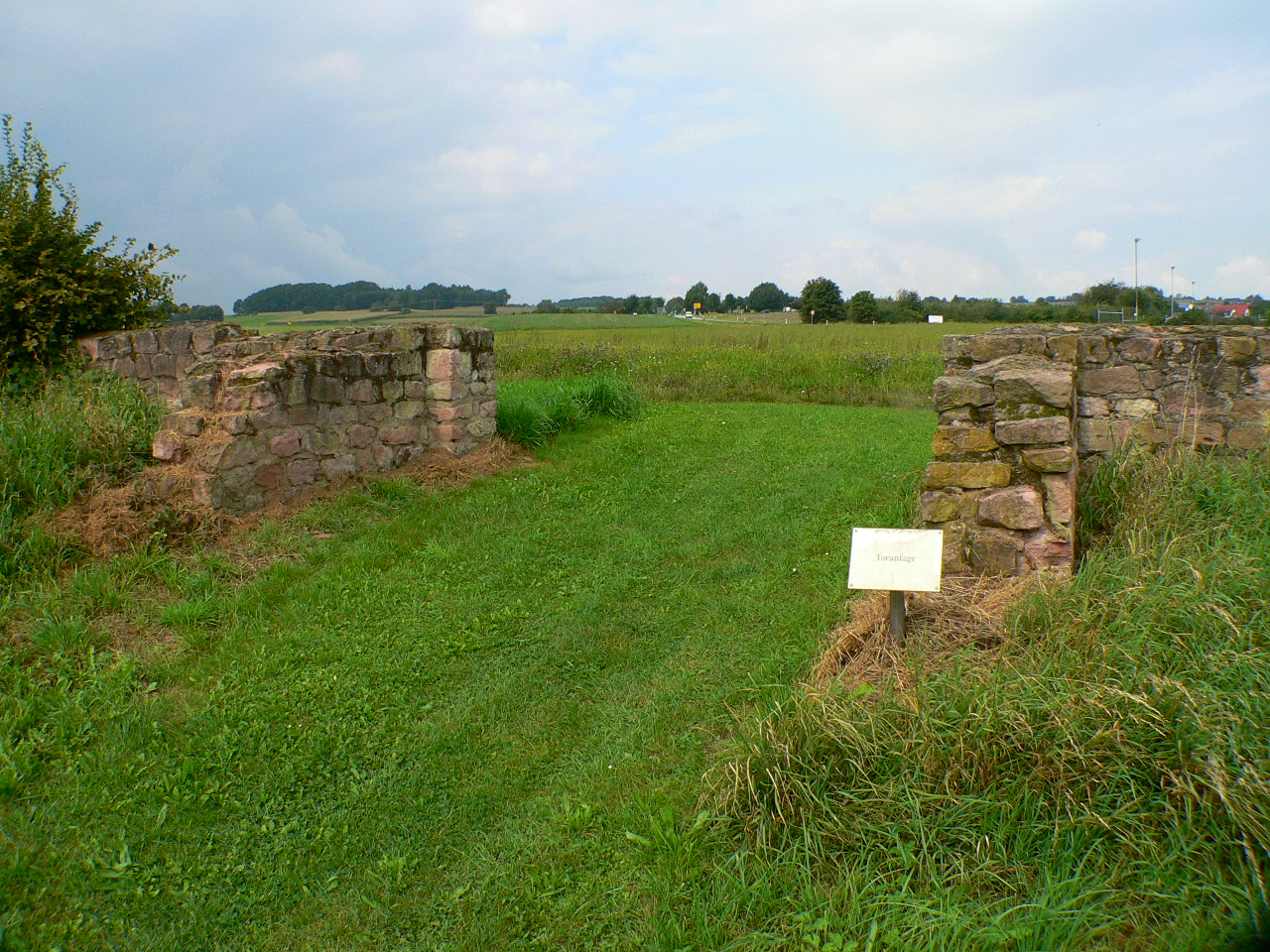
Nordwesttor

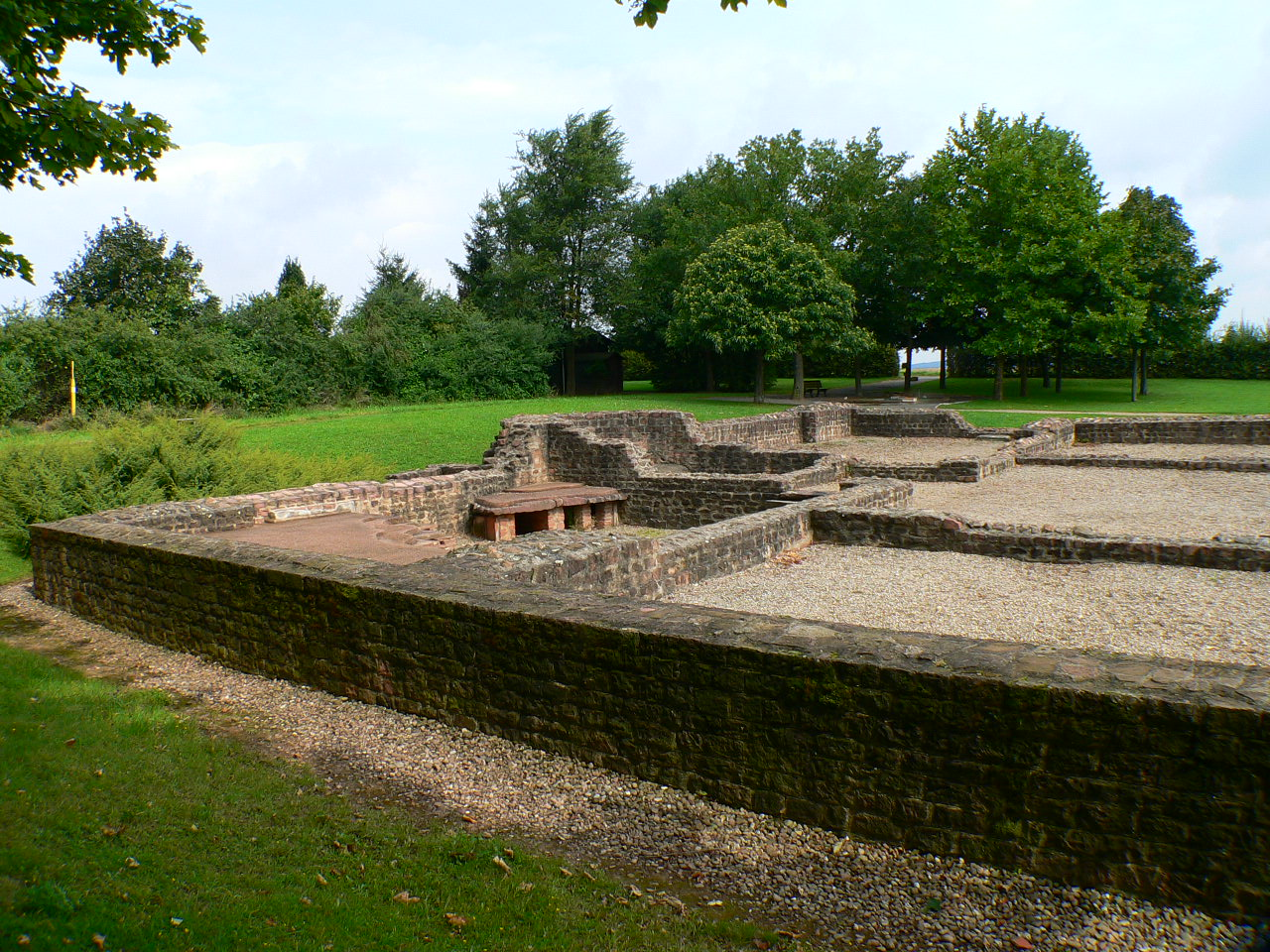
Herrenhaus

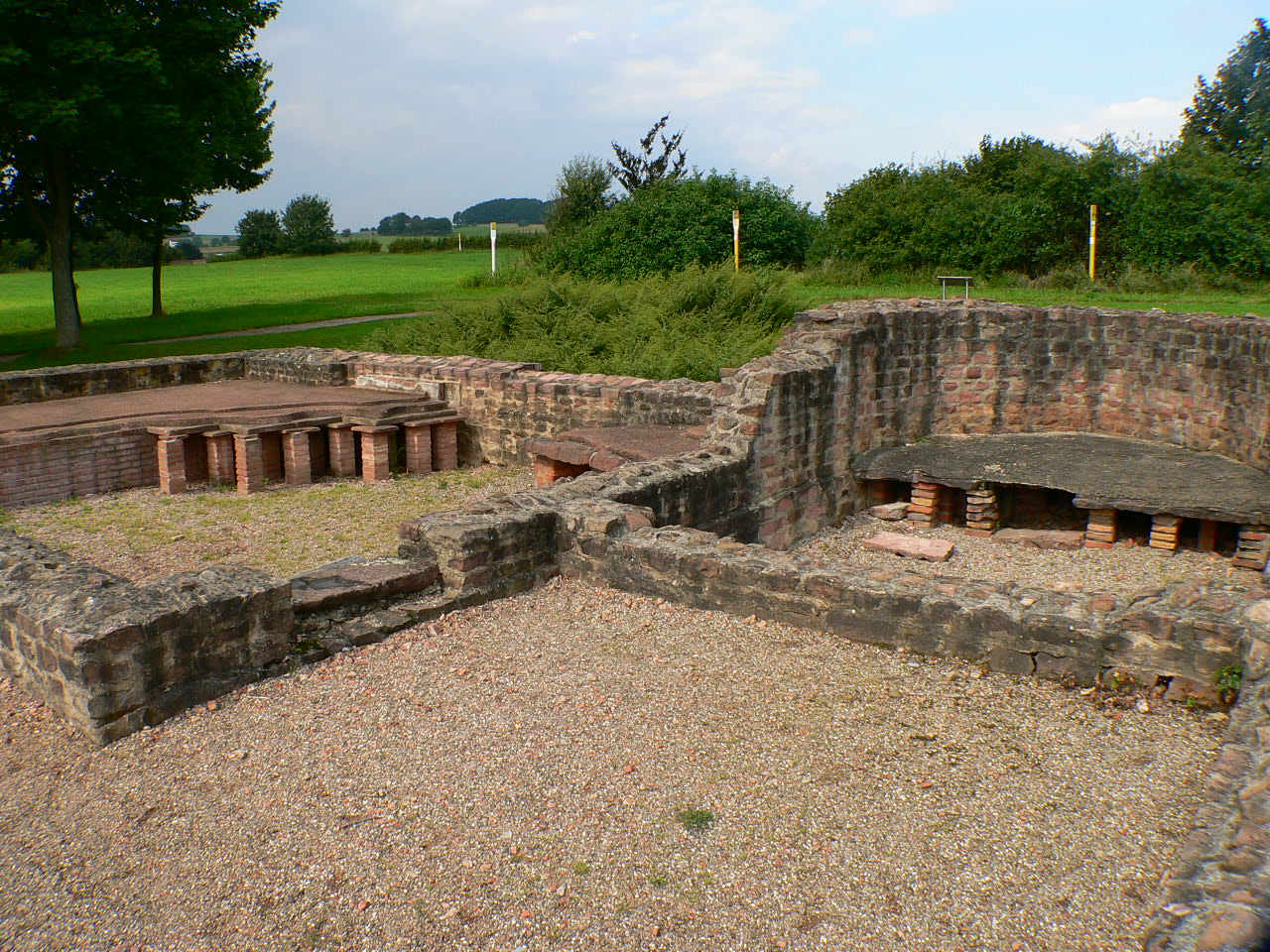
Herrenhaus Hypokaustum

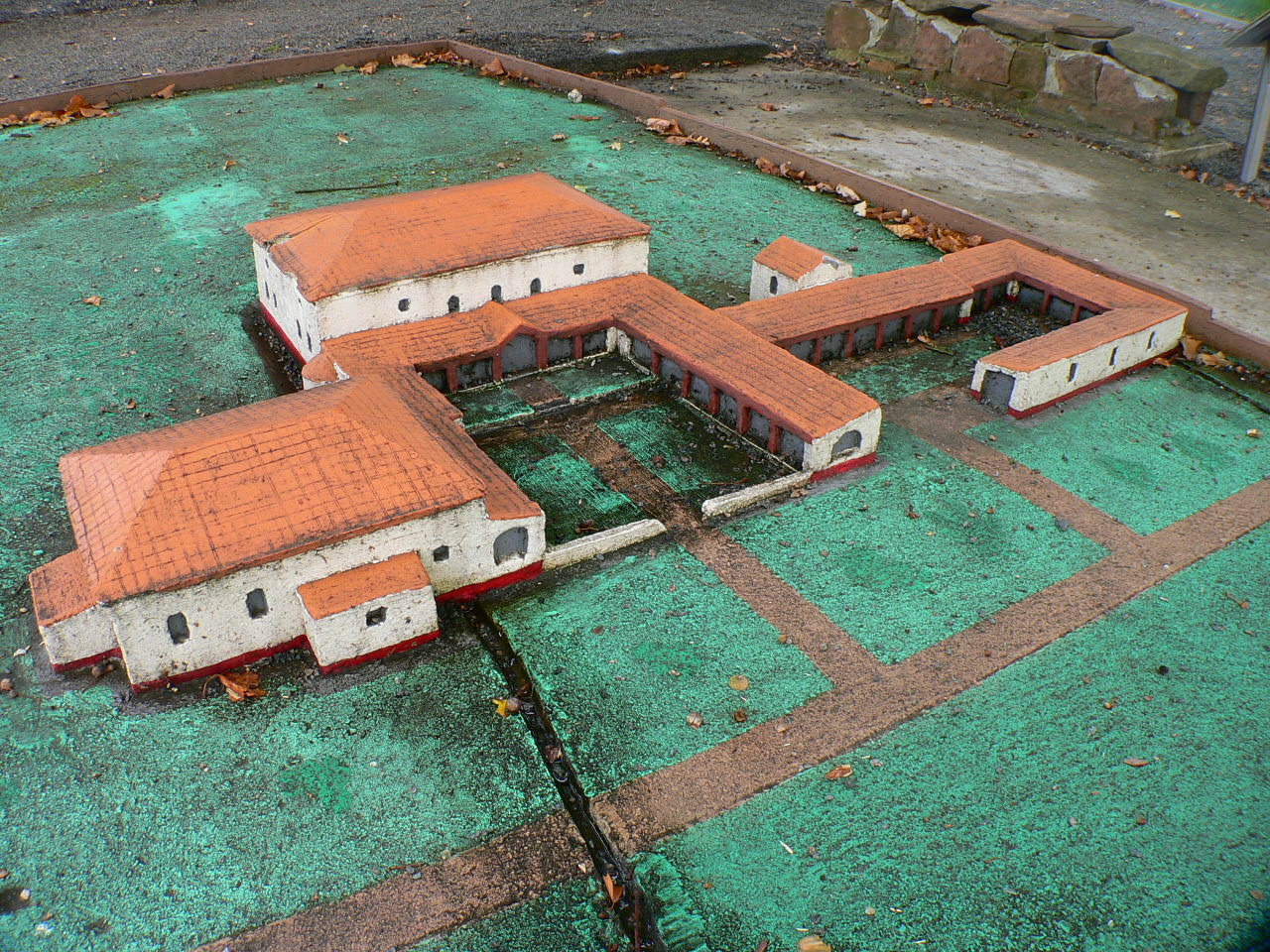
Modell des Herrenhauses, erstellt von Reinhold Fischer, Mühltal

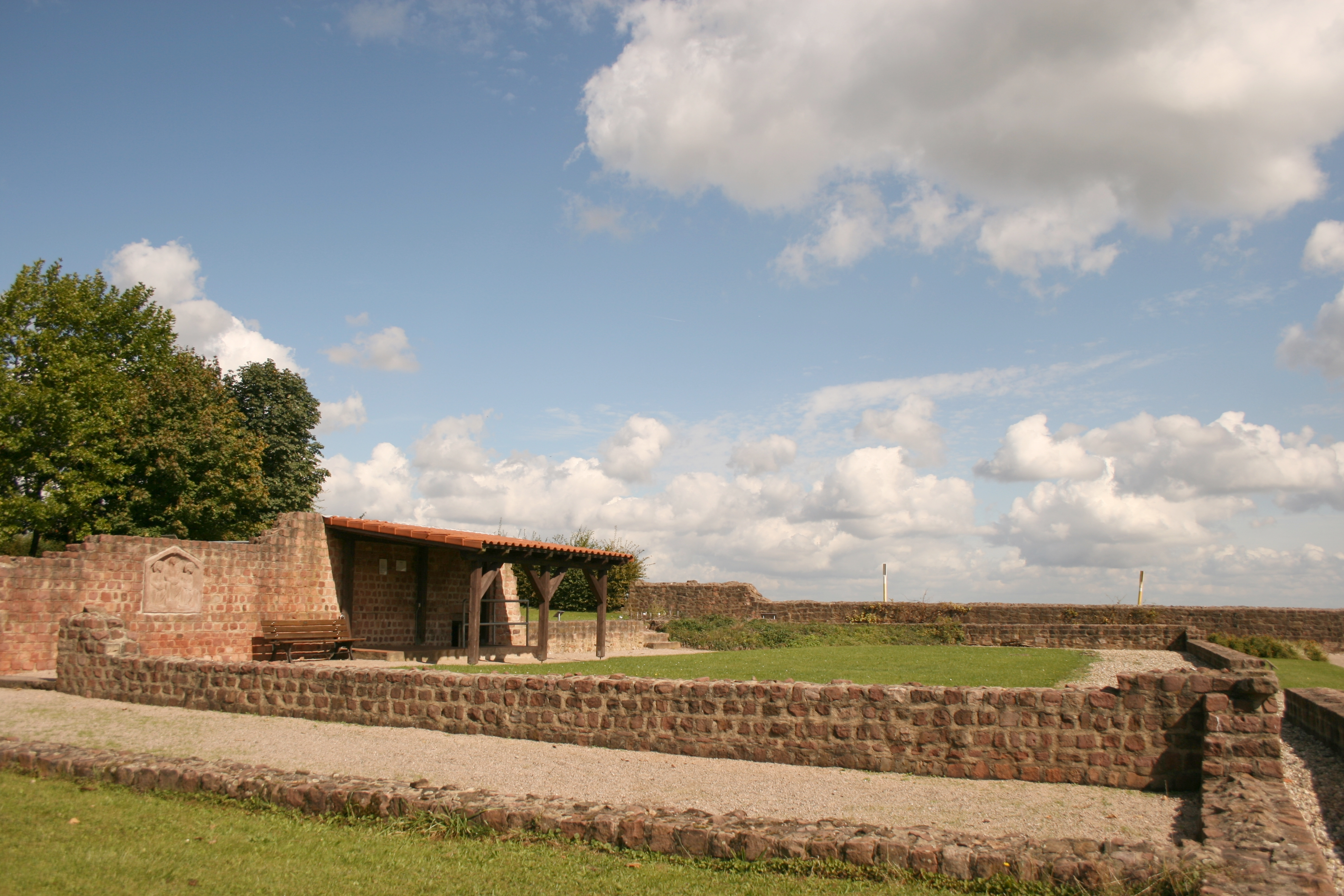
Wirtschaftsgebäude mit Kellerabgang

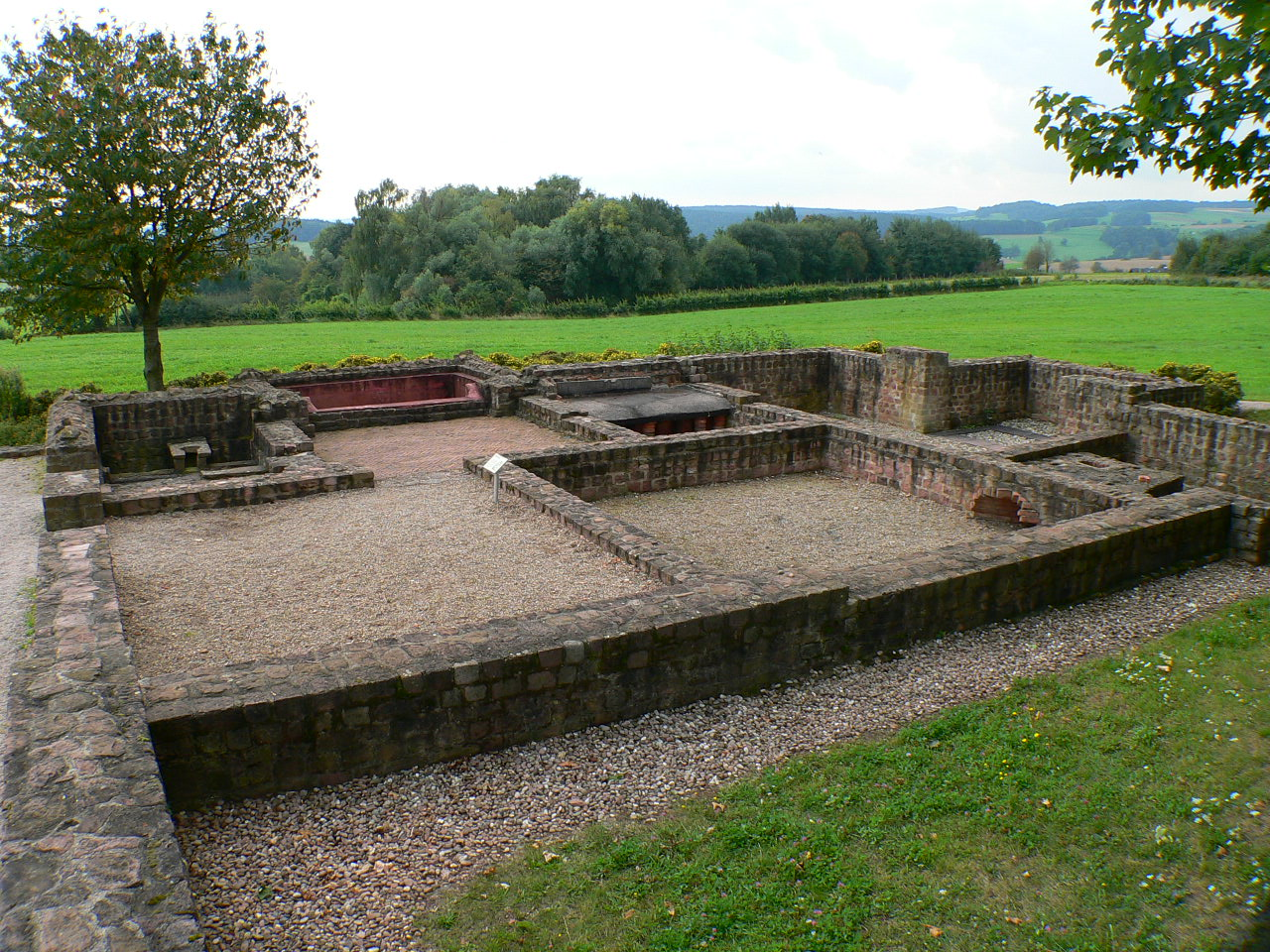
Badehaus

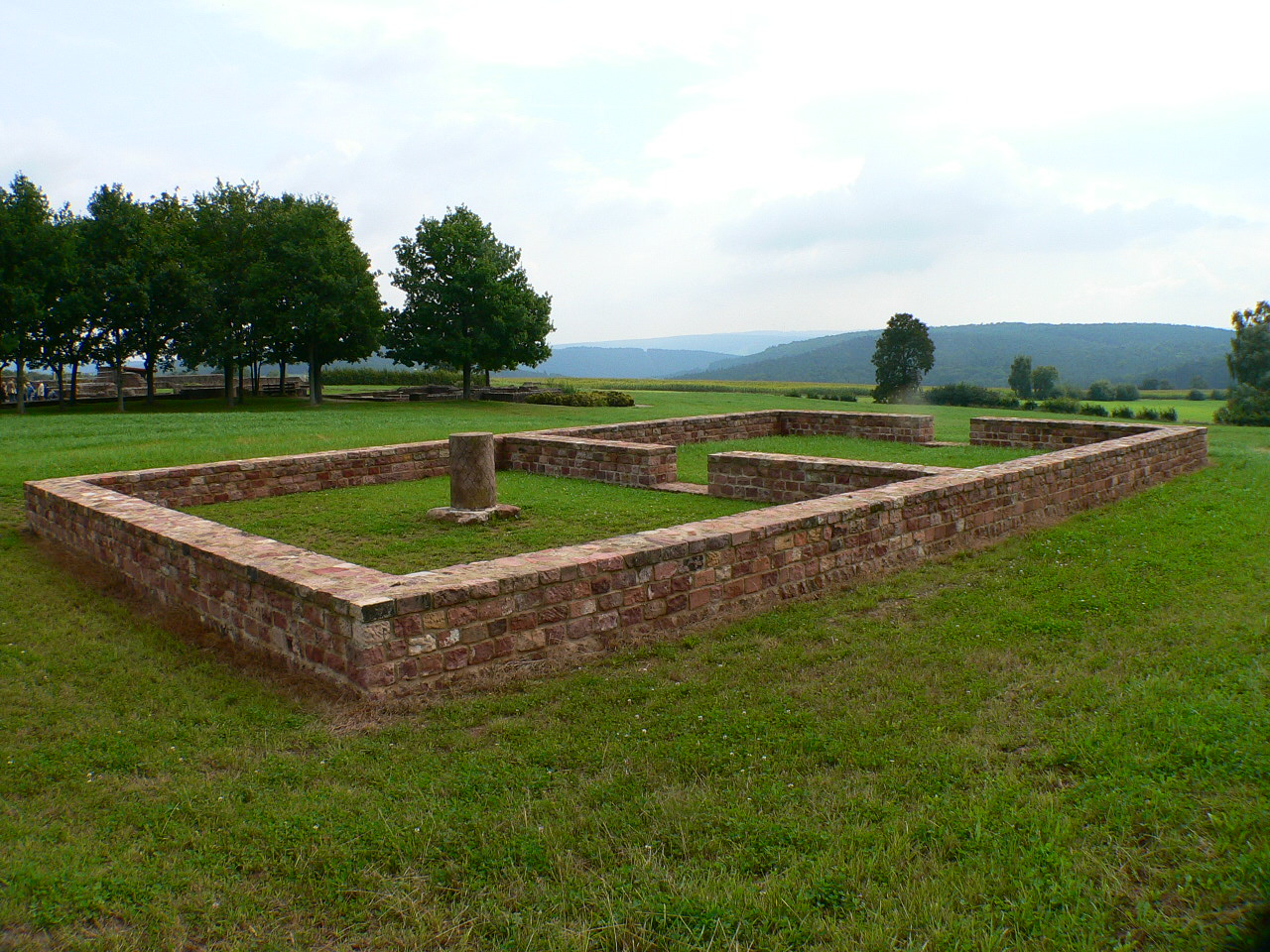
Heiligtum mit Fundstück der Jupitersäule

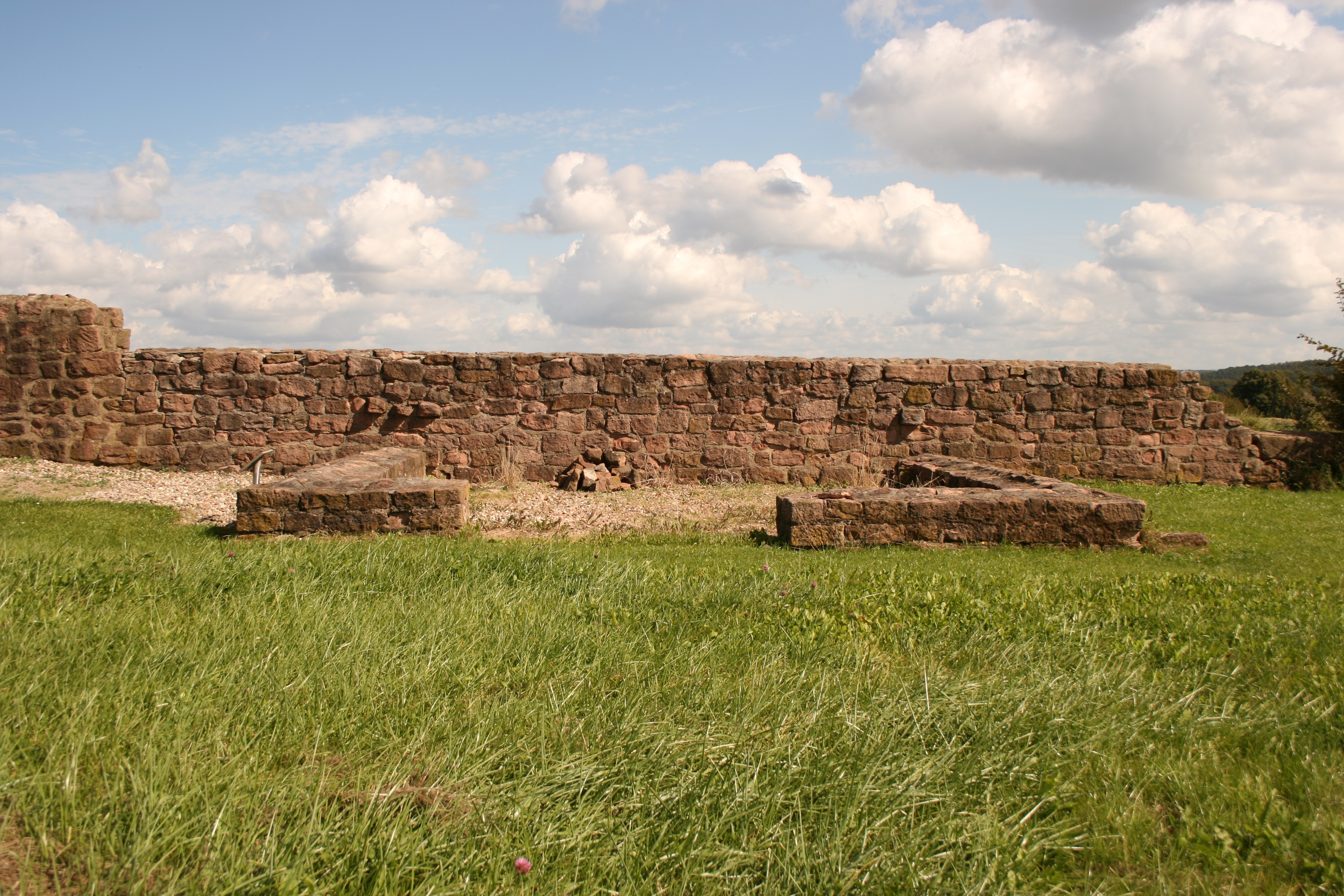
Nebengebäude an der östlichen Hofmauer

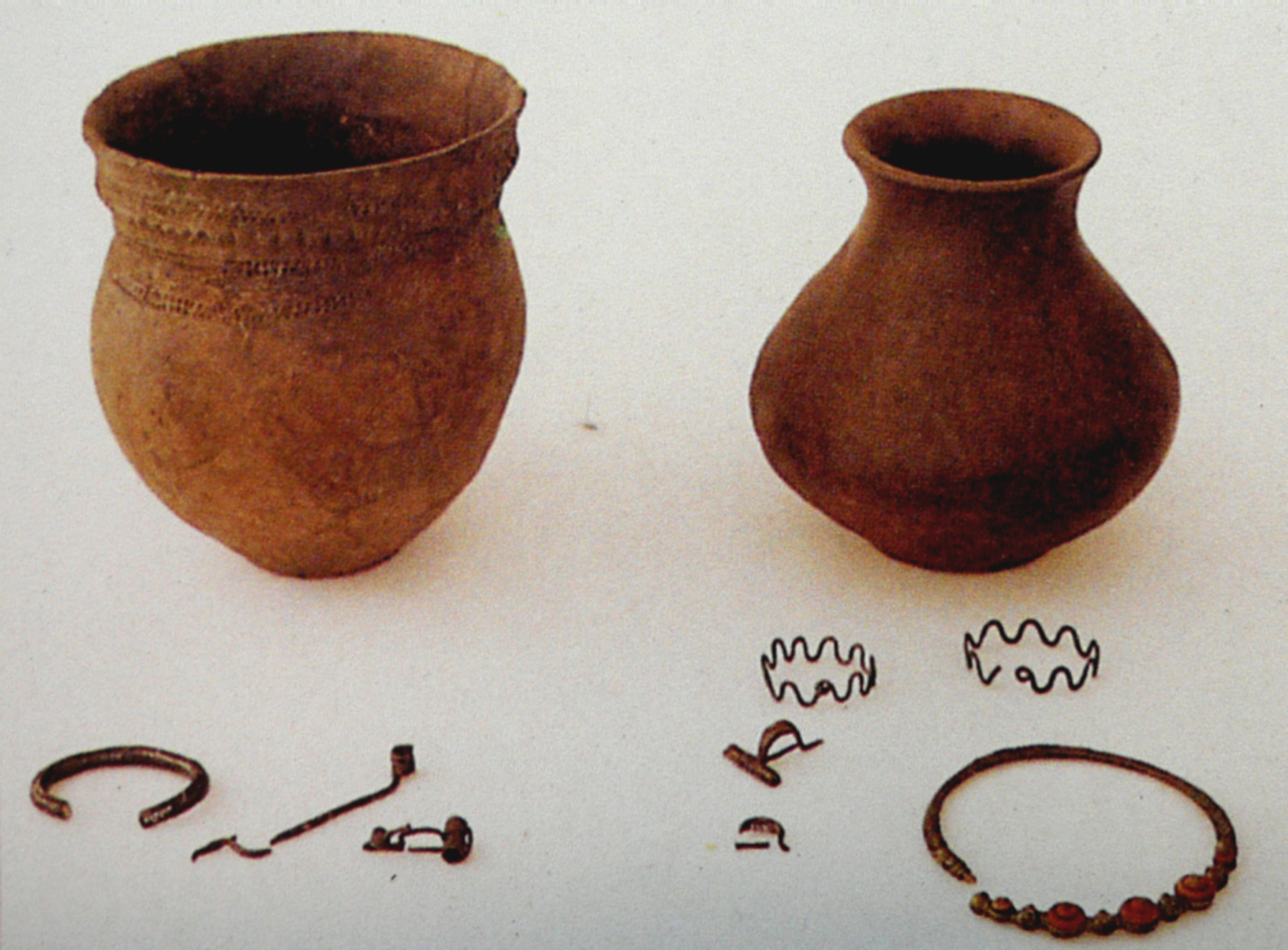
Vorgeschichtliche Funde: Hinten links Becher vom Ende der Jungsteinzeit (3. Jahrtausend v. Chr., Grabbeigabe zum Hockergrab). Das Gefäß rechts und die Schmuckgegenstände gehören zu den Gräbern aus frühkeltischer Zeit (4./3. Jahrhundert v. Chr.).

## Anlage
Um die annähernd quadratische Hoffläche der Haselburg mit einer Kantenlänge von 183,5 × 185,5 Metern befand sich eine Mauer von durchschnittlich 0,75 bis 1,00 Meter Stärke. Die Mauerecken sind annähernd auf die Himmelsrichtungen ausgerichtet. In der Mitte der Nordwestseite befand sich das Zugangstor mit einer Durchfahrtsbreite von 3,60 Metern. 1880 berichtete der Ausgräber Heinrich Gieß von „zwei mächtigen Sandsteinquadern mit eingelassenen Torpfannen“, die dort ausgebrochen wurden. Besonders im südöstlichen, talseitigen Abschnitt war die Mauer am Hang abgerutscht und bildete eine bis zu 3,80 Meter breite Versturzschicht.
Innerhalb der Umfriedung befanden sich ein ungewöhnlich großes Haupt- oder Herrenhaus, ein sich daran anschließender Wirtschaftstrakt, ein aufwändiges Badegebäude und ein etwas abseits des Wohnbereichs gelegenes Heiligtum des Jupiter. Letzteres lag fast zentral auf der Hoffläche, während der von der Größe her dominante Hauptwohnkomplex einen Bereich östlich davon einnahm.

### Haupt- oder Herrenhaus
Das während seines Bestehens mehrfach umgebaute und erweiterte Hauptgebäude erreichte man durch einen repräsentativen Eingangsbereich in Form eines dreiseitigen Säulenvorbaus. Unmittelbar daran schlossen sich dem Wohnbereich zugehörige Bauten wie das Bad und der Wirtschaftstrakt an, die später angefügt wurden. So entstand am Ende der baulichen Entwicklung ein Innenhof, den man sich als dreiseitig mit Säulengang umgebenen Hof vorstellen muss, der den Weg zwischen den Gebäudeteilen vor Wind und Wetter schützte. Die kleineren Apsiden an den Seiten des sich unmittelbar an das Haupthaus anschließenden Säulengangs waren möglicherweise zur Aufstellung von Statuen vorgesehen. Die Fundamentstärke des eigentlichen Wohngebäudes belegt, dass es innerhalb des Baukomplexes dominierend gewesen war und eine wesentlich größere Raumhöhe besessen haben muss als die umliegenden Gebäude. Dass es mehrstöckig war, ist unbelegt.
Von den fünf ausgegrabenen Räumen war der mittlere ein Speise- und Empfangsraum (oecus), in dessen Apsis die typisch halbrunde Anordnung von Speisesofas stand (Triclinium). Im Bereich, der zum Eingang lag, öffnete sich der Raum zu einer Art Halle. Die Apsis und der sich westlich anschließende Raum waren beheizbar, wie die gefundenen und teilrekonstruierten Hypokausten einer Fußboden- und Wandheizung belegen. Der zu dieser Art der Heizung gehörende Feuerungsgang (praefurnium) befand sich außerhalb der Apsis in Form eines kleinen Raums. In diesem konnte ein Feuer in Gang gehalten werden, dessen heißer Rauch durch die Sogwirkung unter dem Fußboden der Räume hindurch und über Hohlziegel (tubuli) durch die Wände nach oben abgeleitet wurde. Auch der sich östlich an den Speisesaal anschließende Raum war teilweise hypokaustiert. Ein großes Tor mit erhaltener Schwelle öffnete den Empfangsraum zum Innenhof hin. Dort ist der originale Schwellenstein aus Sandstein mit Aussparungen für die Türpfosten zu sehen, der sich in Originallage (in situ) fand und in die Rekonstruktion einbezogen wurde.
Außen war das Gebäude weiß und der Sockel rot verputzt. Auch an den Innenwänden zeugen Reste von strukturierenden Wandbemalungen und Glasfenstern von einem gewissen Wohnkomfort. Zahlreiche gefundene Putzfragmente und Bruchstücke von römischem Ziegelestrich (opus signinum) zeigen dies ebenfalls. Es hatte mit durchschnittlich 22,08 mal 14,68 Metern einen sehr regelmäßigen Grundriss, die Außenkanten ein Verhältnis von 1:1,5. Das entspräche 50:75 Fuß des pes monetalis (0,2957 m) oder 44:66 Fuß des pes Drusianus (0,3327 m).

### Wirtschaftstrakt
Die bauliche Anbindung des sich östlich an den Innenhof anschließenden Wirtschaftstrakts variierte in den verschiedenen Bauphasen stark. Fester Bestandteil des Bereichs war ein Keller- und Küchengebäude, das wohl vor allem wegen der Brandgefahr aus dem eigentlichen Wohnkomplex ausgelagert wurde. Im Keller des Gebäudes befand sich der zerborstene Ofen, der nach Aufgabe des Gebäudes wohl durch die Kellerdecke gebrochen war.
Für die Rekonstruktion des Areals, das vor allem wegen Küche und Keller als Wirtschaftstrakt angesprochen wird, gibt es zwei Deutungen: Weniger wahrscheinlich ist die Rekonstruktion mit einem großen Dach über dem gesamten Wirtschaftsbereich. Mehrere Sockelsteine in gleichmäßigem Abstand zur Mauer könnten auf einen Portikus ähnlich wie vor dem Hauptwohngebäude hindeuten, oder sie waren Teil einer Dachkonstruktion. Im ersten Falle dürfte der große, südöstlich davor gelegene Hofbereich als Kräutergarten für die Küche gedient haben. Im Freilichtmuseum ist  nördlich des Wirtschaftstraktes eine Anpflanzung von Kräutern ausgestellt, die in Absprache mit der archäobotanischen Abteilung des Landesamtes für Denkmalpflege in Hessen nachgewiesene Küchenkräuter zeigt.

### Badehaus
Das übliche, im Verhältnis zum Ausmaß der Gesamtanlage ungewöhnlich große Badegebäude (14,31 × 11,29 Meter) schloss sich südwestlich an den Innenhof an. Vom Vorhof des Hauptgebäudes kommend, betrat man zunächst den Umkleideraum (apodyterium), an den sich die typischen drei Räume für verschieden temperierte Baderäume angliederten: Das Kaltbad (frigidarium) mit Kaltwasserwanne, das Laubad (tepidarium) und das Warmbad (caldarium) mit Warmwasserwanne. Bei einem weiteren beheizbaren Raum in Nachbarschaft zum caldarium bleibt unklar, ob es sich um ein Dampfschwitzbad (sudatorium) oder ein Winter-apodyterium handelte.
An das Warmbad war, wie am Hauptgebäude, ein Heizungsraum (praefurnium) im Westen angebaut, der Lau-, Warm- und Schwitzbad über ein Hypokaustum mit Wärme versorgte.
Die rekonstruierte Latrine erreichte man über einen vom Badebetrieb separierten Korridor neben dem Eingang zum Bad. Die Toilette wurde durch das ablaufende Wasser der Kaltbadewanne gespült.
Der gesamte Gebäudekomplex wurde über kleine Kanäle, die sehr zahlreich nördlich (Zulauf) und südlich (Abwasser) davon bei den Ausgrabungen gefunden wurden, mit fließendem Wasser versorgt. Hierzu wurde vermutlich eine Quelle nördlich der Anlage gefasst und über Holz- oder Tonrohre das Wasser zum Gebäude geleitet. In Gebäudenähe wurde es unterirdisch in kleinen gemauerten Kanälen mit leichtem Gefälle geführt, die sich sehr häufig bei römischen Badeanlagen nachweisen lassen. Brunnen konnten auf dem gesamten Gelände nicht nachgewiesen werden.

### Jupiterheiligtum
Auf dem Areal der Haselburg, 30 Meter westlich des Hauptgebäudes, befinden sich die Fundamente eines kleinen Temenos (17 × 10 Meter), den eine Zwischenmauer in einen Hauptraum und einen später hinzugefügten Vorhof teilt. Im Zentrum des Haupthofs stand eine Jupitergigantensäule, deren Bruchstücke im Umfeld des Bauwerks gefunden wurden. In einer nahe gelegenen Grube fand man die oberste, geschuppte Säulentrommel. Vier kleine Gruben an den Ecken des Säulenstandorts werden als Teile des Gerüsts (Eingrabung von Holzbalken) zur Aufrichtung der ehemals über zehn Meter hohen Säule in der Antike angesehen.
Die bauliche Abgrenzung der Säule zum übrigen Hofbereich in dieser Art ist selten, wenngleich Jupitergigantensäulen häufig in zivilem Kontext, also besonders in der Nähe von Villae rusticae, gefunden werden.

### Nebengebäude
Außer dem Hauptgebäude-Komplex gab es noch verschiedene kleinere Nebengebäude, die als Wohnung für die Bediensteten, Ställe für die Tiere oder Lagerraum genutzt wurden. In der südwestlichen Hofecke wurde gegen Ende des 19. Jahrhunderts von H. Gieß ein weiteres Wohngebäude aufgedeckt. Der Befund wurde in den 1990er Jahren nochmals geophysikalisch untersucht, aber nicht in dem heutigen Freilichtmuseum rekonstruiert.
Südöstlich des Wirtschaftstraktes befindet sich ein weiteres Wohngebäude innen an die Hofmauer angelehnt. Es setzt sich nach Süden mit Sockelsteinen und Pfostenstandspuren entlang der Mauer fort. Anscheinend hatte man dort eine Art Schuppen an die Hofmauer angesetzt. Weitere Hinweise auf Nebengebäude sind vorhanden, es ergaben sich aber häufig aufgrund von Erosionserscheinungen an der Hanglage keine kompletten Grundrisse. Ein Gebäuderest südlich des Badegebäudes ist zu nennen, dessen talseitige Mauer bei der Freilegung allerdings nicht mehr angetroffen wurde. Ein weiteres Mauereck erschien in der geophysikalischen Messkarte südwestlich des Jupiterheiligtums in einer Bodensenke. Eine Sondage 2005 zeigte aber, dass das Areal durch mittelalterliche oder neuzeitliche Kalkmutungen zu stark gestört war, um einen Grundriss zu rekonstruieren.

### Vorrömische Funde
Während der Grabungen wurden 1985 mehrere vorgeschichtliche Befunde freigelegt. Zum einen handelt es sich um ein sogenanntes Hockergrab aus dem Endneolithikum, das nahe der Westecke unter der Umfassungsmauer gefunden wurde. Das Grab lag geringfügig unterhalb des Mauerfundaments und wurde von den Römern nur um Zentimeter verfehlt. Es handelt sich um einen der frühesten Funde einer sesshaften Besiedlung des Odenwaldes. Durch Radiokohlenstoffdatierung ließ sich feststellen, dass der Tote mit einer Wahrscheinlichkeit von 68,2 % in der Zeit zwischen 2865 und 2605 v. Chr. gelebt hat.
Wenige Meter nordwestlich des Jupiterheiligtums wurde ein Kreisgraben als Teil eines Grabhügels entdeckt. Der Grabhügel enthielt zwei Bestattungen der frühkeltischen Zeit (4./3. Jahrhundert v. Chr.) mit Trachtbestandteilen aus Eisen und Bronze, darunter ein Scheibenhalsring mit Koralleneinlagen. Es gibt aber keine Hinweise darauf, ob der Hügel zur Römerzeit noch sichtbar war. Überlegungen zu einer Kontinuität wegen des benachbarten Heiligtums sind deshalb spekulativ.

### Gesamtbestand und Bewertung
Der ausgeprägte Wohnkomfort und die teilweise sehr ausgefeilte Planung (Maße des Hauptwohngebäudes, Wasserkanal, dreiseitige Portikus), legen nahe, dass große Teile von einem Architekten entworfen wurden. Gegenüber dem ausgeprägt luxuriösen Wohnkomfort, der in der damaligen Zeit nur einer kleinen Oberschicht vorbehalten war, erscheinen Gebäude, die einer wirtschaftlichen Funktion zuzuordnen sind, unterrepräsentiert. Das spiegelt sich vor allem in der Dimension der Gebäude wider. Das Badegebäude übertrifft zahlreiche Kastellbäder, die für eine ganze Truppe errichtet waren. Die Funde weisen in die gleiche Richtung, etwa durch die häufige Anwesenheit von Importwaren im Fundmaterial oder die Größe der Jupitergigantensäule.
Auch unter den bisher bekannten Villengebäuden der Region nimmt die Haselburg eine Sonderstellung ein. Namentlich die bekannten römerzeitlichen Fundstellen des Odenwaldes und der näheren Umgebung weisen meist keine besondere bauliche Ausstattung auf und sind wesentlich kleiner. Badegebäude oder Hypokausten sind mit Ausnahme des Arnheiter Hofs sonst überhaupt nicht belegt. Besitzer einer luxuriösen Anlage wie der Haselburg konnten es sich vermutlich leisten, einen Großteil der Arbeit auf andere abhängige Höfe auszulagern.
Daran wird deutlich, dass die Haselburg nicht autark als Wirtschaftsbetrieb existiert hat. Der große Empfangsraum im Hauptgebäude, die repräsentative Gestaltung des Heiligtums und des Hauptwohnkomplexes sowie die Größe des Bades legen nahe, dass hier gewisse Verwaltungsfunktionen des ländlichen Raums ausgeübt wurden. Eine derartige Nutzung wird unterstützt durch den Bautyp des Hauptgebäudes, der auch Vorläufer in der militärischen Architektur besitzt. Wahrscheinlich wird hier das in den schriftlichen Quellen nur sporadisch zu fixierende Patronatssystem greifbar, das besonders in ländlichen Regionen des Reichs sehr ausgeprägt war und in der hohen Kaiserzeit wieder an Bedeutung gewann. Die Anlage übernahm damit eine Zentralfunktion innerhalb des ländlichen Verwaltungsbezirks (Pagus), der Besitzer war vermutlich magister, wenn er nicht sogar gleichzeitig eine höhere Funktion in der Civitas- oder Provinzverwaltung innehatte. Die tägliche Arbeit auf dem Gut wurde von sogenannten Kolonen geleistet, halbfreien Arbeitern, denen es in der Regel an eigenem Grundbesitz mangelte.

## Verfall
Die Fundstücke auf dem Areal der Haselburg belegen, dass sie wahrscheinlich nicht mehr als 100 Jahre bestanden hat, was aber zur damaligen Zeit immerhin drei Generationen entspricht. Spätestens 260 n. Chr., als sich germanische Übergriffe auf das Grenzland häuften und das Limessystem die Sicherheit solcher Anlagen nicht mehr gewährleisten konnte (Limesfall), war sie bereits verlassen. Danach verfiel die Anlage. Teilweise wurde sie als Steinbruch benutzt, trotzdem ragten ihre Trümmer nach Berichten aus den Jahren 1880 bis 1886 noch über einen halben Meter hoch. Eine landwirtschaftliche Nutzung war oft nur eingeschränkt möglich und auf den Mauerresten wuchsen deshalb Haselsträucher, wovon die Anlage ihren heutigen Namen hat. Im 20. Jahrhundert scheinen auch diese Überreste vor allem durch maschinelles Pflügen verschwunden zu sein. Lediglich der Bereich des Haupt- und Badegebäudes war bis Ende der 1970er Jahre aufgrund des Gebäudeschutts nicht zu beackern.

## Forschungsgeschichte

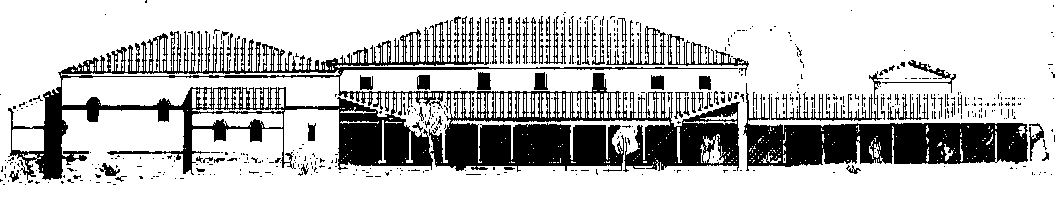
Zeichnerische Rekonstruktion der Villa (Mitte), Badehaus (links) und Wirtschaftsgebäude (rechts)

### Frühe Forschungen
Nach der Aufgabe der Anlage durch die römischen Bewohner geriet sie in Vergessenheit. Ab einem nicht bestimmbaren Zeitpunkt tauchte der Name Haselburg oder auch Hasselburg in älteren Katasterplänen auf. Erst Franz I. zu Erbach-Erbach (1754–1823) beauftragte mit der Untersuchung der Haselburg seinen gräflichen Regierungsrat Johann Friedrich Knapp, der irrtümlich vermutete, ein römisches Kastell vor sich zu haben. Seine Beschreibungen vermittelten aber einen guten Zustandsbericht der Anlage zu Beginn des 19. Jahrhunderts, während seine archäologischen Befunde aufgrund der falschen Voraussetzungen zu vernachlässigen waren.

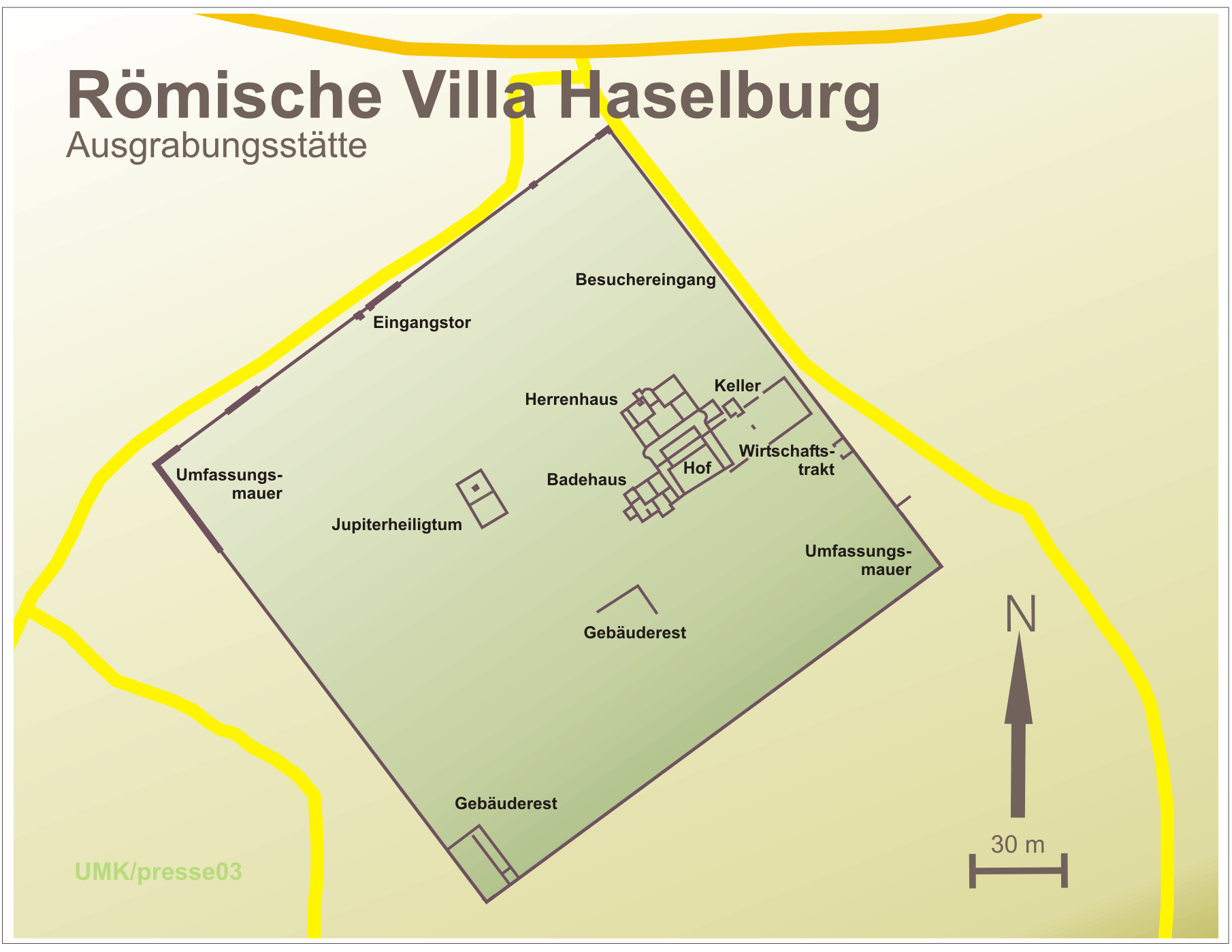
Übersichtskarte der Ausgrabungsfläche

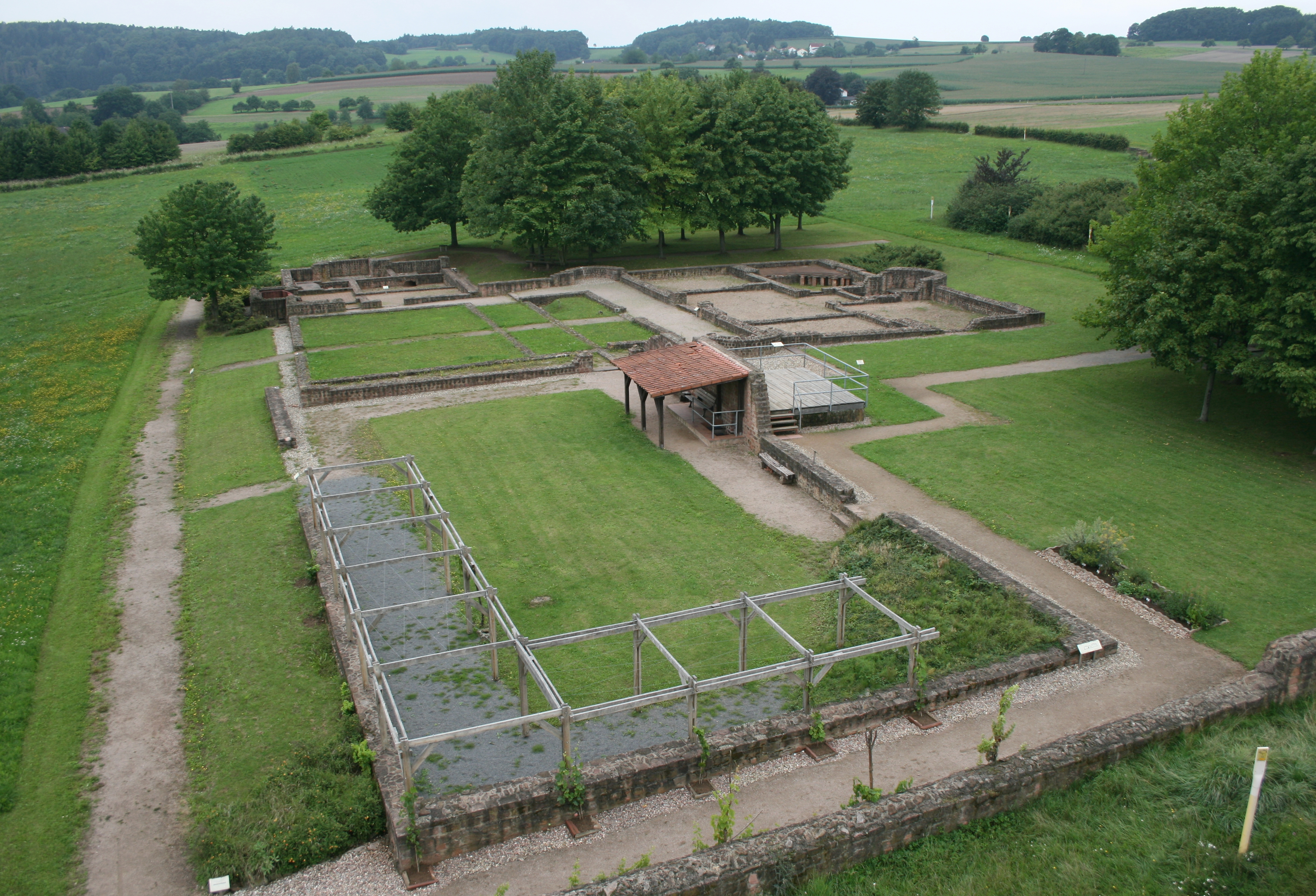
Gesamtansicht der heutigen Freilichtanlage

Knapp beschrieb nicht nur recht exakt die äußeren Maße der Anlage, sondern auch die Höhe der Wall- oder Umfassungsmauerreste mit jetzt noch drei bis vier Schuh hoch, das sind mindestens 75 Zentimeter (Schuh = Fuß), legt man das im Großherzogtum Hessen-Darmstadt damals übliche Maß für einen Fuß von 25 Zentimetern zugrunde. Weiter berichtete Knapp von Ruinen zweier römischer Bäder und noch zwei andere Erhöhungen der Erde, wobei sich später herausstellte, dass das zweite Bad das Herrenhaus war. Ferner bemerkte Knapp bereits, dass von vier Zimmern jedes einen Fuß tiefer lag, als das andere; vielleicht um das Wasser aus einer nahe dabei befindlichen Quelle desto leichter von einem Gemach in das andere leiten zu können. Dies konnte bei späteren Ausgrabungen belegt werden, als man einen Wasserkanal fand, der genau der von Knapp beschriebenen Anordnung der Räume folgte. Es wurden nicht nur Fundamente und Fundamentreste freigelegt, sondern auch zahlreiche Keramikfragmente gesichert. So fand man 1839 in der Hypokaustenanlage des Hauptgebäudes einen Deckziegel mit eingeritzten Schriftzeichen. Knapp veröffentlichte diesen Fund 1841. 1986 diente dieses Fundstück im Rahmen einer Forschungsarbeit an der TH Darmstadt dazu, erstmals die chemische Zusammensetzung römischer Ziegel zerstörungsfrei zu bestimmen.
Die Interpretation dieser forschungsgeschichtlich sehr frühen Ausgrabungen für die moderne Bodenforschung ist größtenteils schwierig, so behauptete Knapp, Mosaiken entdeckt zu haben. Im Fundmaterial der Grabungen von 1979 bis 1986 ist Derartiges leider nicht vorhanden.

### Grabungen unter Heinrich Gieß und die Widerlegung der Kastelltheorie
Erst 1880, 1882, und 1886 führte Heinrich Gieß im Auftrag des Gesamtvereins der deutschen Geschichts- und Altertumsvereine wieder Grabungen im Haselburggelände und an den Umfassungsmauern durch. Er veröffentlichte die Ergebnisse seiner Untersuchungen regelmäßig in den Quartalsblättern des Historischen Vereins für das Großherzogtum Hessen. 1880 und 1882 bezeichnete er die Anlage noch als Castell, 1886 als «Kastell» und 1893 nach Ende seiner Grabungen schließlich als die grösste der bürgerlichen Niederlassungen, die man bis jetzt im Odenwalde kennt und fährt fort: Sie ist schon über ein halbes Jahrhundert beliebtes Objekt der Forscher und wurde bis zum Jahr 1886 für ein grosses Kastell angesehen. Die Kastelltheorie war mit diesen Grabungen also glaubhaft widerlegt.

### Ausgrabungen 1979 bis zur Gegenwart
In der Folgezeit wurde die Haselburg zwar immer wieder von bekannten Archäologen wie Friedrich Kofler, Eduard Anthes, Fritz Behn und dem Heimatforscher Friedrich Mössinger erwähnt, in das Interesse der Öffentlichkeit geriet die Anlage aber erst wieder 1973, als die Planungen für eine Ferngasleitung, die das Gelände durchschneiden sollte, bekannt wurden. Hatten die Forschungen Gießens keine Erkenntnisse über die genaue Lage der schon aufgedeckt gewesenen und wieder zugeschütteten Räume erbracht, traten deren Grundmauern beim Ausheben des Schachtes für die Ferngasleitung MEGAL I 1979 zu Tage.
Durch die Außenstelle Darmstadt des Landesamtes für Denkmalpflege Hessen wurde erreicht, dass das Gasrohr ohne Graben mithilfe eines Schutzrohrs unter den Fundamenten des Herrenhauses hindurchgepresst wurde. So blieb die Substanz des Herrenhauses erhalten. Unter der Leitung von Reinhard Andrae wurden 1984 die Grundmauern des Wohngebäudes, des Bads, des Vorhofs, des angrenzenden Hofbereichs mit einem Keller und eines Stücks der Umfassungsmauer ausgegraben und aufgemauert.
Wenige Jahre später begannen im Rahmen der Verlegung von MEGAL II, einer zweiten Ferngasleitung durch das Gelände der Haselburg, weitere Sicherungsmaßnahmen durch das Landesamt für Denkmalpflege. In einer großen Flächengrabung legte man einen breiten Streifen um die bereits gefundenen Relikte frei und fand dabei erneut Teile der Umfassungsmauer, ihrer Westecke, eines Tores, eines Maueranbaus und des Heiligtums mit dem Fundament für die Jupitergigantensäule und Teile von ihr. 1993 deckten Grabungen des Landesamts die drei restlichen Ecken der Umfassungsmauer auf, die ebenfalls durch Aufmauerung sichtbar gemacht wurden. Die übrigen Teile sind durch eine Hecke angedeutet. Ebenfalls seit den 1990er Jahren wird das Gelände geophysikalisch untersucht.
Der heutige Zustand der Anlage geht im Wesentlichen auf die Grabungen und Rekonstruktionen dieser Jahre zurück.
Im Jahr 2005 fand eine Sondage des Landesamtes zusammen mit der Universität Frankfurt statt, die eine Geländestufe an der südwestlichen Umfassungsmauer untersuchte. Die geophysikalischen Messungen zeigten hier Mauerecken, die sich bislang nicht einem Gebäude zuordnen ließen. Eine davon konnte freigelegt werden, es zeigte sich aber, dass der gesamte Bereich durch eine große mittelalterliche oder neuzeitliche Kalkschürfung gestört war.

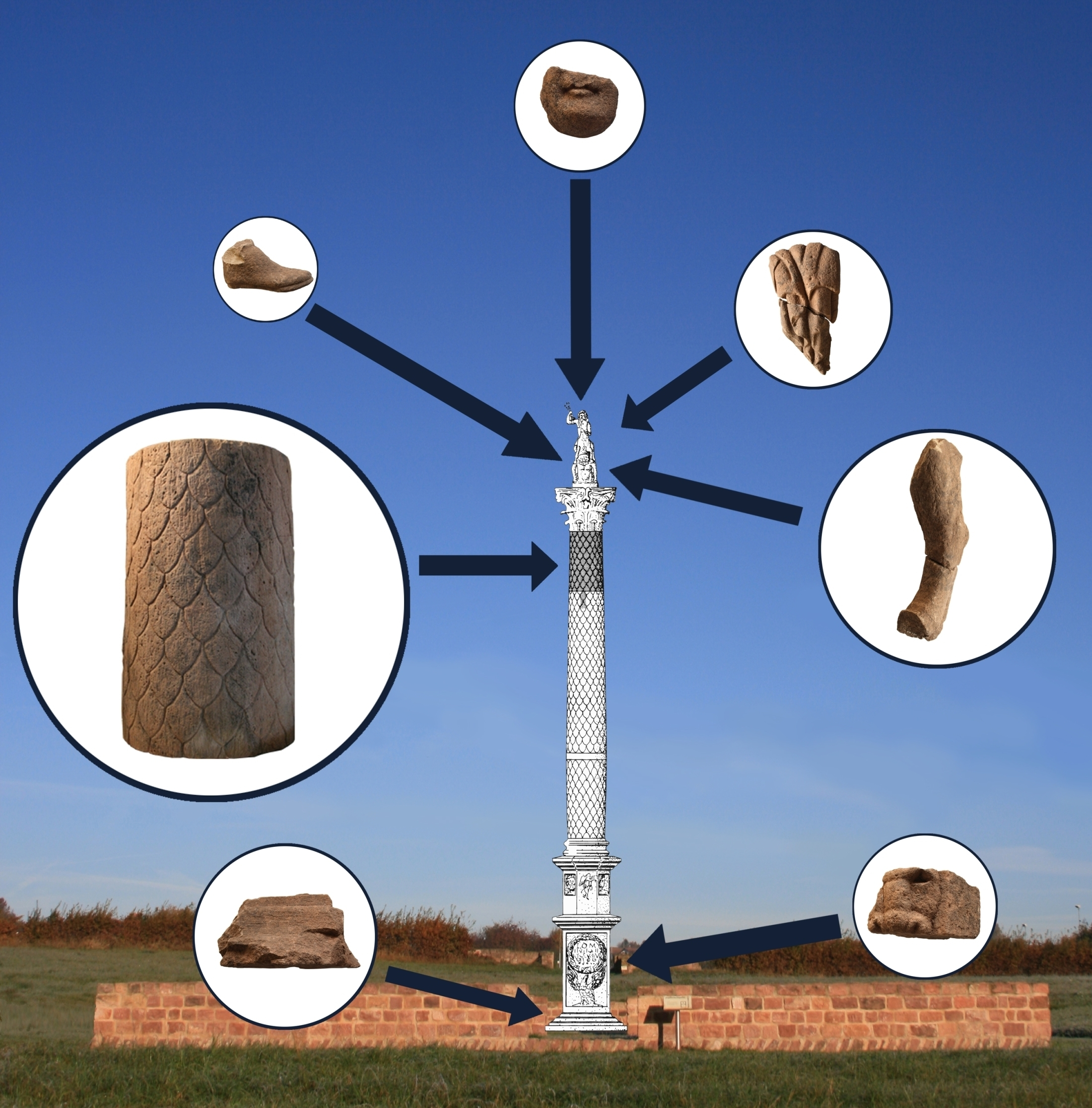
Rekonstruktion der Jupitergigantensäule mit Auswahl der gefundenen Fragmente. Im Uhrzeigersinn: Mundpartie (des Jupiter?), Mantel des Jupiter, Pferdebein, Bruchstück (mit Löwenkopf) vom Viergötterstein, Gesimsfragment, oberste Säulentrommel, rechter Schuh des Jupiter.

## Bodenfunde
Bei allen Ausgrabungen wurden nicht nur Gebäudefundamente freigelegt, sondern auch zahlreiche Kleinfunde gesichert, die einerseits über die Ausstattung der Räume als solche und andererseits über den Zeitabschnitt ihrer Nutzung Aufschluss geben. Wie bei Siedlungsgrabungen üblich, besteht der größte Teil der Kleinfunde aus keramischen Erzeugnissen wie Ziegel oder Tongefäße. Die bedeutendsten Steinfunde bestehen aus Fragmenten der Jupitergigantensäule.

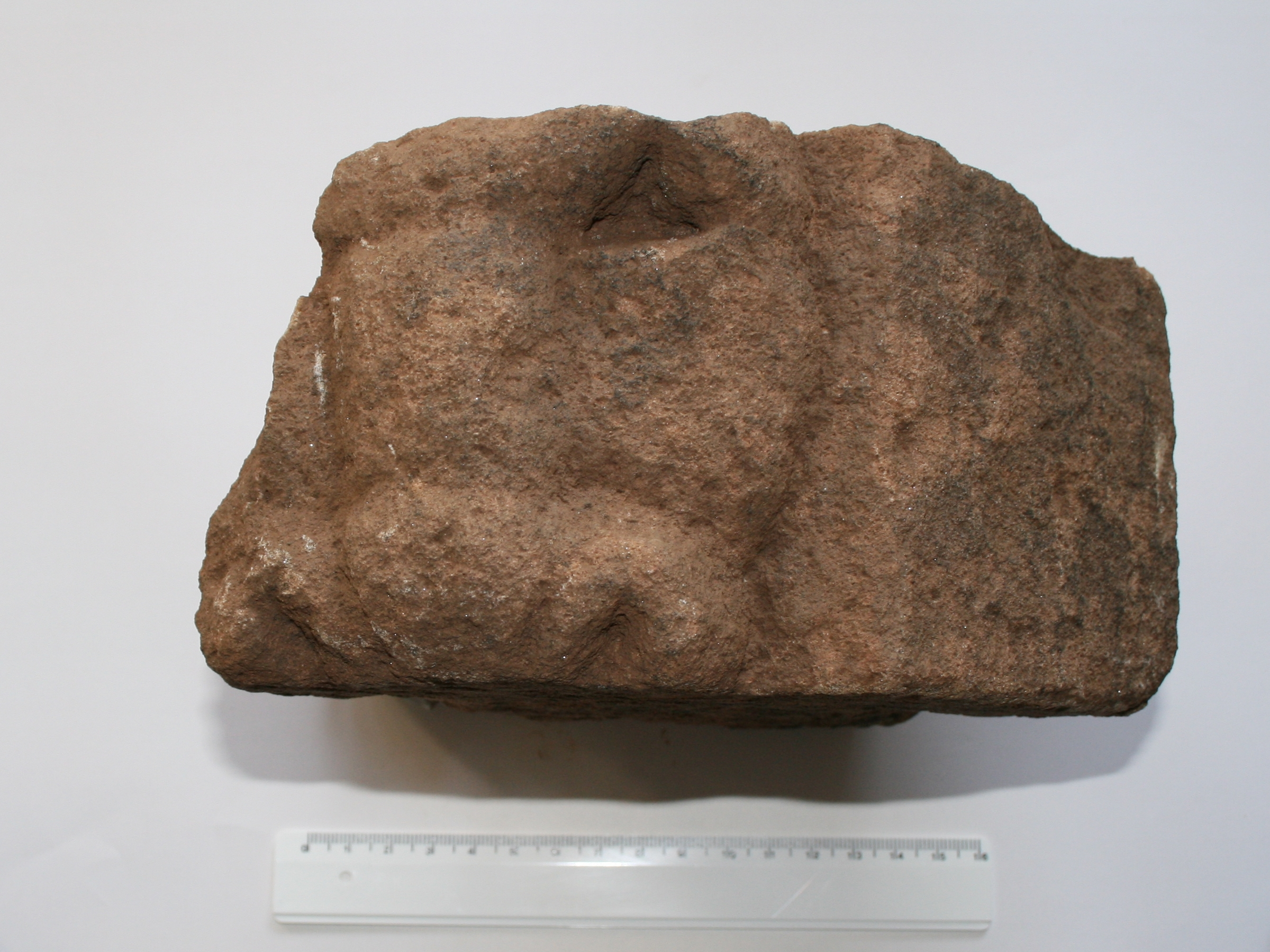
Relieffragment der Jupitergigantensäule. Das Bruchstück stellt vermutlich einen Löwenkopf dar und wird als Hinweis auf eine Herkulesdarstellung auf dem Viergötterstein gewertet.

### Jupitergigantensäule
Bei Grabungen westlich des Badegebäudes in einem Baukörper, der später als Jupiterheiligtum erkannt wurde, fanden sich 1986 in oberflächennahen, vom Pflug gestörten Schichten zahlreiche Bruchstücke der Jupitergigantensäule. Daneben liegen einige Gesimsfragmente sowie kleinere Teile des Viergöttersteins vor, alle aus Sandstein. Die oberste Trommel der für diese Steindenkmäler üblichen Schuppensäule fand sich nördlich des Heiligtums in einer Grube verlocht, wurde also vermutlich in späterer Zeit zum Zwecke der landwirtschaftlichen Nutzung beiseitegeschafft. Ihre Krümmung erlaubte es annähernd, die ehemalige Säulenhöhe mit über 10 Metern zu rekonstruieren. Sie führten zur Ansprache des Baukörpers als Jupiterheiligtum. Dokumentiert wurde bei der Grabung auch der Säulenstandort mittig im zweiten Hof. Trotz dieser anschaulichen Befunde liegen von der Substanz der Säule insgesamt höchstens 5 % im Fundmaterial vor. Die Kleinteiligkeit der Bruchstücke lässt vermuten, dass es sich nicht um eine rituelle Zerstörung, sondern um eine aus recht praktischen Gründen (Wiederverwertung der Steine als Baumaterial) handelt, denn vielfach finden sich überstehende Teile der Reliefs und Gesimsbruchstücke abgeschlagen.
Aus diesem Grund sind wohl auch besonders viele Bruchstücke der bekrönenden Reitergruppe erhalten: Mund- und Kinnpartie des Jupiter, mehrere Teile des Mantels, beide Hände, linker Oberarm, linkes Knie und beide Unterschenkel, rechter Fuß des Jupiter. Vom Pferd sind Teile des Körpers, der linke Hinterlauf und ein Teil des rechten Vorderlaufs erhalten, vom Giganten acht Bruchstücke, deren Zuordnung unsicher ist. Wir erkennen daraus, dass es sich um den reitenden Jupiter mit wehendem Mantel handelt. Der Gigant liegt unter dem Pferd, unsicher ist, ob auf dem Bauch oder Rücken. Der Durchmesser des Knies (8 cm) belegt, dass die Plastik nicht ganz Lebensgröße, aber doch eine wesentlich größere Ausführung als bei vergleichbaren Säulen erreichte, wie auch die Größe der Säule insgesamt dem Vorbild der Mainzer Jupitersäule nahekommt.
Neben vielen Bruchstücken von Architekturteilen der Säule ist ein Bruchstück des Reliefs vom Viergötterstein bemerkenswert, das wohl einen Löwenkopf darstellt. Es wird als Beleg für eine Herculesdarstellung gewertet. Von den anderen Reliefs der Säulenbasis ist nichts bekannt, ebenso wie von der Inschrift, die eine solche Säule in der Regel an der Vorderseite trug.

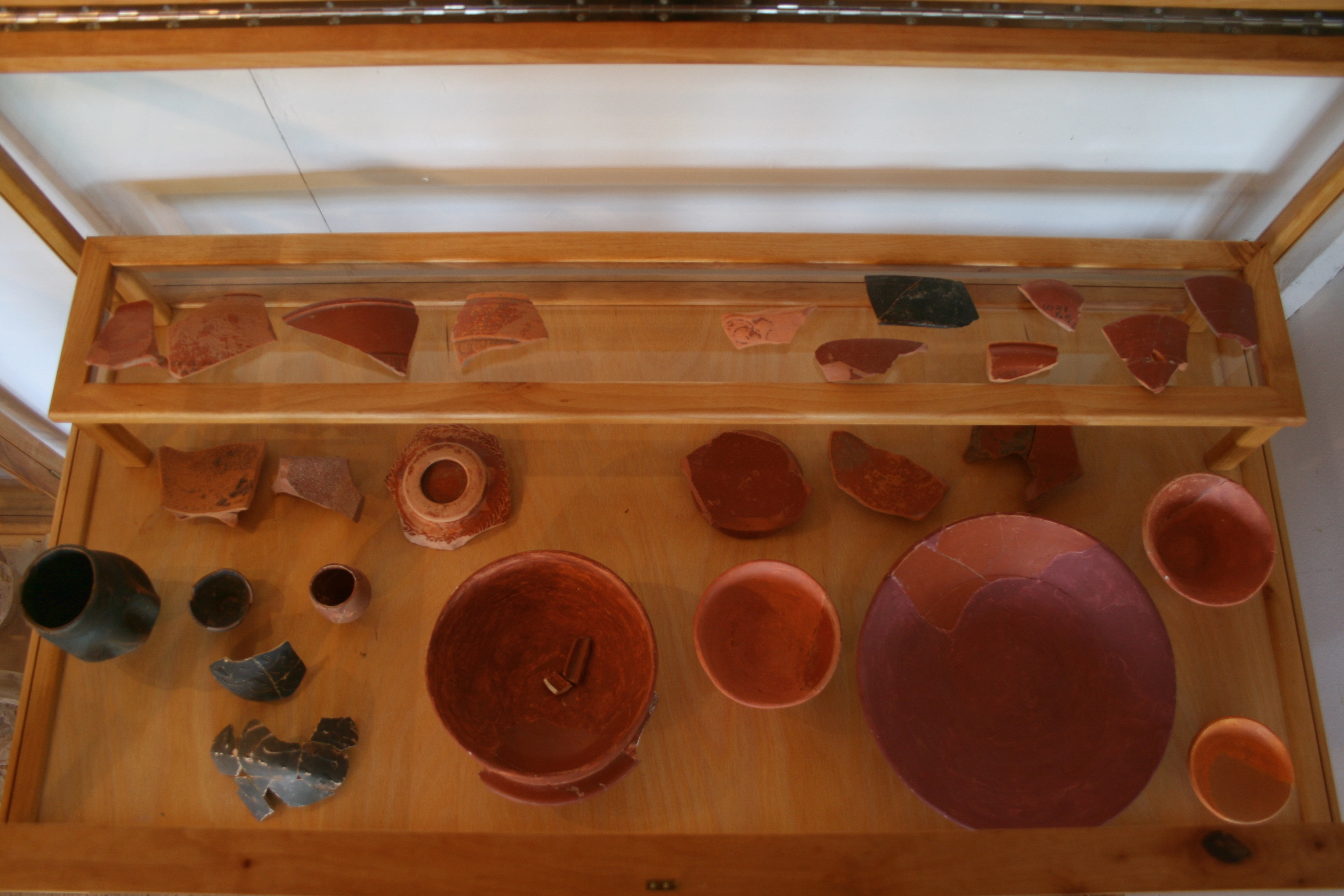
Keramikfunde von der Haselburg, zumeist Terra Sigillata.

### Keramik
Neben den sehr zahlreichen Ziegeln, die Auskunft über die bauliche Gestaltung des Gebäudes geben, besteht die Masse der Keramikscherben aus tongrundiger Gebrauchskeramik der römischen Kaiserzeit. Dazu zählen Töpfe, Teller, Krüge, Schüsseln und Reibschüsseln, seltener Sonderformen wie Räucherkelche oder sogenannte „Honigtöpfe“. Das feinere Tischgeschirr bestand aus sogenannter Terra Sigillata und umfasst vor allem Schüsseln, Teller, Näpfe und ein paar Reibschüsseln. Die gefundenen Terra Sigillata-Scherben entstammen in der Masse mittel- und ostgallischen Manufakturen, Ware aus Rheinzabern (Tabernae) ist hier stark vertreten. Getrunken wurde meist aus Bechern sogenannter Glanztonware, die einen braunen bis schwarzen Überzug besitzt und oft plastische Verzierungen aus Tonschlicker (sogenannte Barbotine) oder einen „Griesbewurf“ aus grobkörnigem Material aufweist, das ein Abrutschen aus der Hand verhindern sollte.
Eine Sondergruppe innerhalb der keramischen Fundstücke stellen die Amphoren dar. Sie lassen Rückschlüsse auf die Ernährungsgewohnheiten der Bewohner zu. Auffällig ist am Fundmaterial der Haselburg, dass hier stärker Importprodukte wie südspanisches Olivenöl konsumiert wurden als an anderen vergleichbaren römischen Fundplätzen.
Das Material weist insgesamt in das fortgeschrittene zweite und frühe dritte Jahrhundert. Spätere Formen sind noch vertreten, allerdings nicht mehr so zahlreich. Die Anlage könnte demnach die Ereignisse in Germanien des Jahres 233 überstanden haben. Zum Ende des Limes um 259/260 scheint sie schon verlassen gewesen zu sein.

#### Ziegel
Unter den Ziegelfunden ist zunächst zu unterscheiden zwischen Dachziegeln (tegulae und imbrices), Ziegeln, die zur Hypokaustanlage gehören (Ziegelsäulen, Kapitell- und Deckziegel), sowie den hier gefundenen Verkleidungsziegeln im Innenbereich.
Viele Ziegel von der Haselburg weisen „Wischmarken“ auf – kleine Symbole, die Ziegelstreicher zur Abrechnung auf den Ziegeln hinterließen. Auf der Haselburg ist das häufig eine Schleife, manchmal ein omega-förmiger Bogen. Die ausführenden Handwerker waren anscheinend Analphabeten.

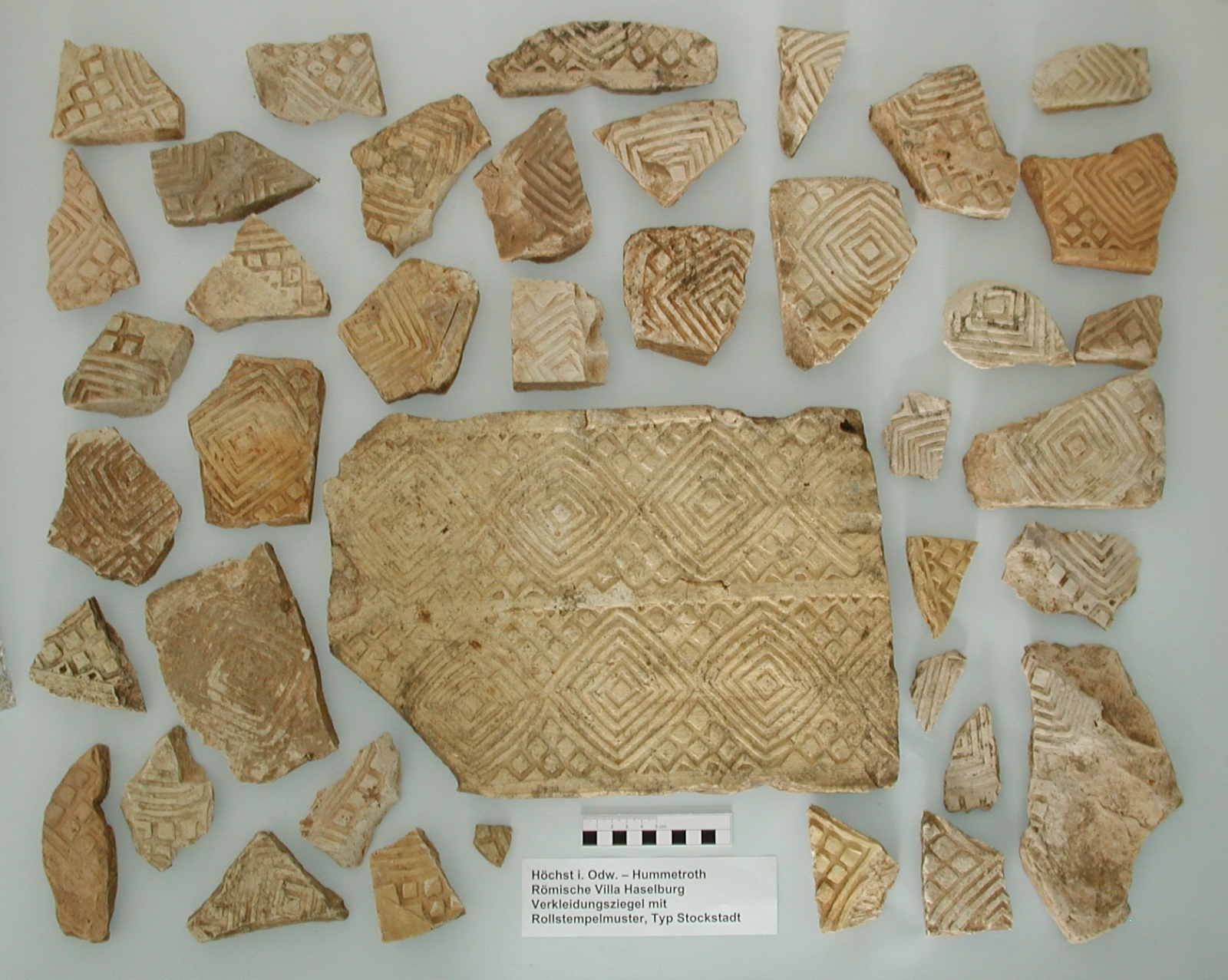
Verkleidungsziegel mit Rollstempeldekor, Typ „Stockstadt“, Fundort Haselburg.

##### Verkleidungsziegel
Damit der Innenputz besser auf den Wandflächen haftete und wohl auch zur besseren Isolierung, bediente man sich 82,5 × 57,5 Zentimeter großer, rechteckiger Verkleidungsziegel von etwa 3 Zentimetern Stärke. Die Ziegel, in die einseitig mithilfe eines Rollenstempels quadratische Muster erhaben eingelassen waren, wurden vor dem Verputzen mit T-förmigen Nägeln an der Wand befestigt. Diese aufwändige Bautechnik, die nur für kurze Zeit in der zweiten Hälfte des zweiten Jahrhunderts in dem begrenzten Raum des heutigen Südhessen angewendet wurde, fand sich auch in den Räumen des Herrenhauses der Haselburg, in denen eine große Zahl von Verkleidungsziegeln entdeckt wurde.
1903 verlegte man noch in Unkenntnis ihrer tatsächlichen Bestimmung Nachahmungen dieser Verkleidungsziegel als Fußbodenbelag in der Saalburg und im Mainfränkischen Museum in Würzburg. Erst einige Jahre später belegten weitere Funde in situ oder mit anhaftenden Putzresten, dass es sich nicht um Fußbodenfliesen, sondern um Wandziegel handelte. 1988 erschien erstmals eine Typisierung der in Südhessen gefundenen Wandziegel nach Form und Ausbildung der aufgestempelten Muster. Nach den Fundorten benannt unterschied man fünf Typen: Stockstadt, Semd, Dieburg, Saalburg und Haselburg.

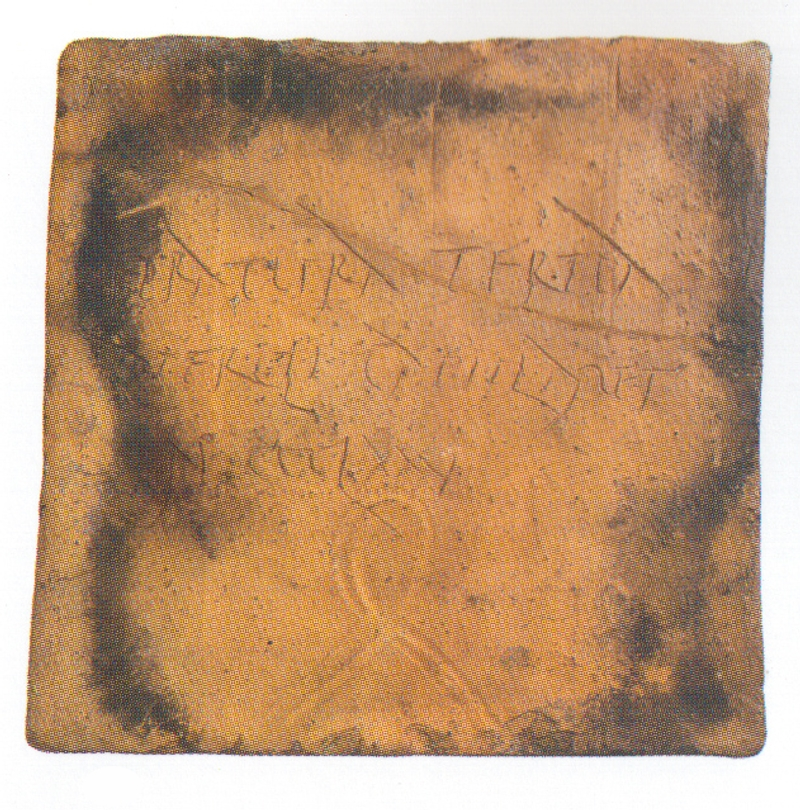
Kapitellziegel mit Ritzinschrift und Wischzeichen, gefunden 1839, heute im Hessischen Landesmuseum Darmstadt.

##### Deckziegel
Unter den zahlreichen erhaltenen Deckziegeln der Hypokaustenanlage des Hauptgebäudes fand man 1839 einen, der zusätzlich zum üblichen Zeichen des Ziegelstreichers (in der Haselburg eine Schleife) folgende, in die noch weiche Masse eingeritzte Inschrift in römischer Kursivschrift:
stratura tertia
laterc[u]li capit[u]lares
n(umerus) CCCLXXV
(Übersetzung: „Dritte Lage Kapitellziegel 375 Stück“).
Es handelt sich hierbei wahrscheinlich um den letzten Ziegel einer Charge, der als Abrechnung des Ziegelstreichers der Lieferung beigefügt wurde. Dass dieser mit der Inschrift nach unten in das Hypokaustum eingebaut worden war, zeigt die dunkle Rußfärbung um die Inschrift herum. Das Stück befindet sich aufgrund seiner Bedeutung (es handelt sich um einen der frühesten Belege für Schriftlichkeit aus der hessischen Geschichte) heute im Hessischen Landesmuseum Darmstadt.

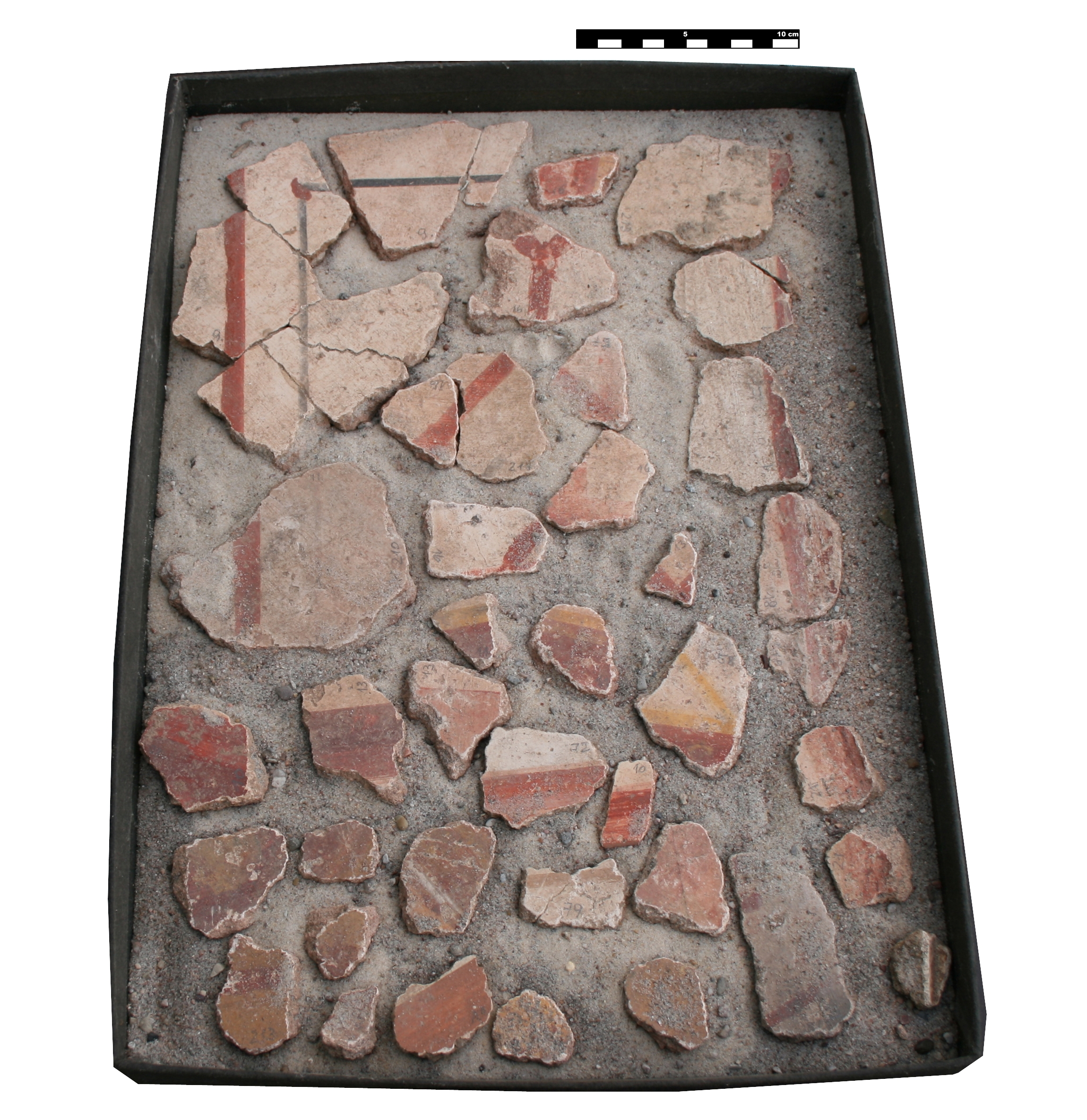
Bruchstücke der Wandbemalungen von der Haselburg.

### Wandbemalungen
Die Innenwände und Decken aller Räume der Haselburg waren verputzt. Bei den Ausgrabungen fand man im Bodenbereich der Wände zahlreiche erhaltene Putzstücke, die in einigen Räumen einfache, mit rotbrauner Farbe aufgetragene Verzierungen in Form von geraden Linien verschiedener Stärke aufwiesen. In den Raumecken bildeten die aufeinandertreffenden Linien rechte Winkel, sodass Wände und Decken architektonisch stärker untergliedert und Flächen besonders betont wurden.

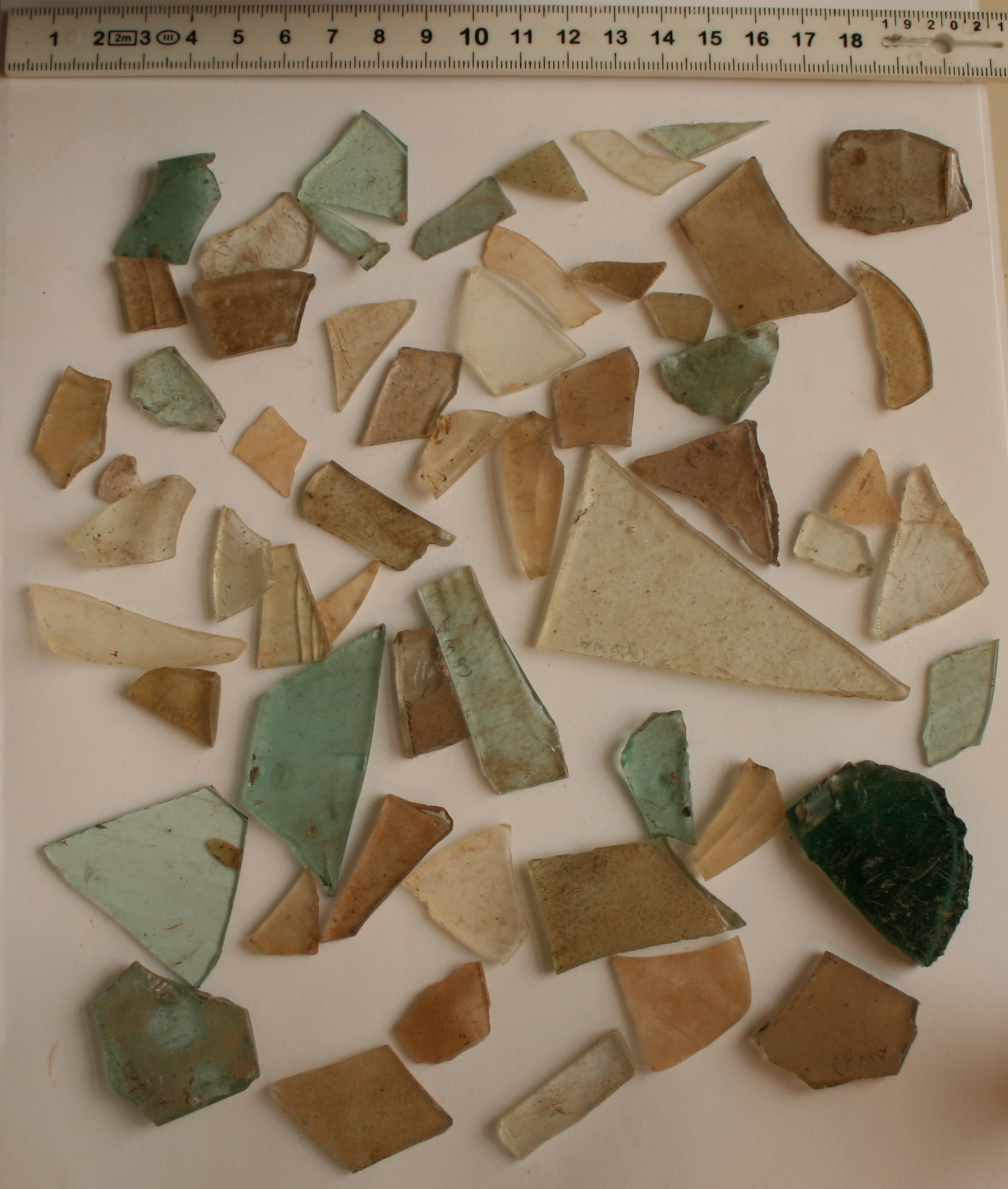
Glasfragmente (größtenteils Fensterglas) von der Haselburg.

### Glas
Wie die Funde zahlreicher Fensterglasfragmente belegen, dürften die meisten Fenster der Anlage verglast gewesen sein. Sie sind farblich meist grün- oder bräunlich sowie in der Regel auf der einen Seite rau, da man das Glas bei der Herstellung zum Erkalten in den Sand legte. Fragmente von Glasgefäßen liegen besonders aus dem Badegebäude vor, da man sie häufig als Salbgefäße verwendete.

## Heutige Situation

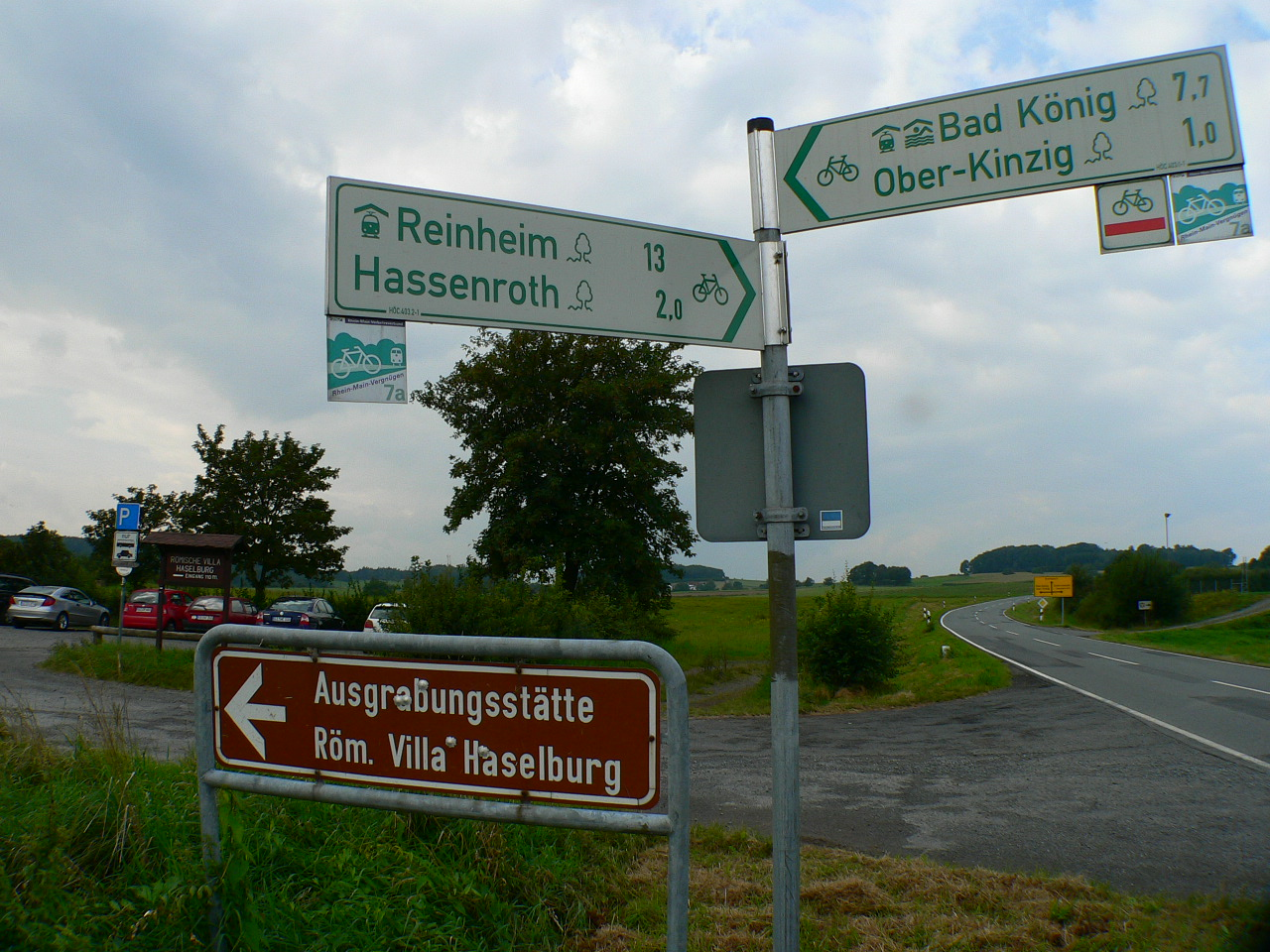
Parkplatz mit Wegweisung

Ende 1983 wurde der Verein zur Förderung des Freilichtmuseums „Römische Villa Haselburg“ e. V. gegründet, der sich seither für die Erforschung, Erhaltung und Erweiterung der Anlage einsetzt. Er macht die Villa der Öffentlichkeit zugänglich und veranstaltet Führungen, die es kostenlos nach Vereinbarung gibt und jährlich am Tag des offenen Denkmals (meist Anfang September). Einmal im Jahr findet auf dem Gelände ein „Römerfest“ statt, 2016 zum zwölften Mal.
Das Haselburggelände steht unter Denkmalschutz. Somit wurden unerwünschte Eingriffe in die Substanz des Bodendenkmals unmöglich gemacht. Das gesamte Areal der römischen Villa wurde von der Gemeinde Höchst im Odenwald gekauft. Die Ausgrabungen mit ihren rekonstruierten Grundmauern wurden mit Schautafeln und angemessener Begrünung versehen. Haselburgverein, Gemeinde sowie der Odenwaldkreis wenden zur Erhaltung der Anlage erhebliche Mittel auf.
Seit 2003 wird die Haselburg im Rahmen einer Doktorarbeit an der Johann Wolfgang Goethe-Universität Frankfurt am Main mit dem Ziel bearbeitet, eine zitierfähige Monografie dieser bedeutenden Ausgrabungsstätte zu erstellen.

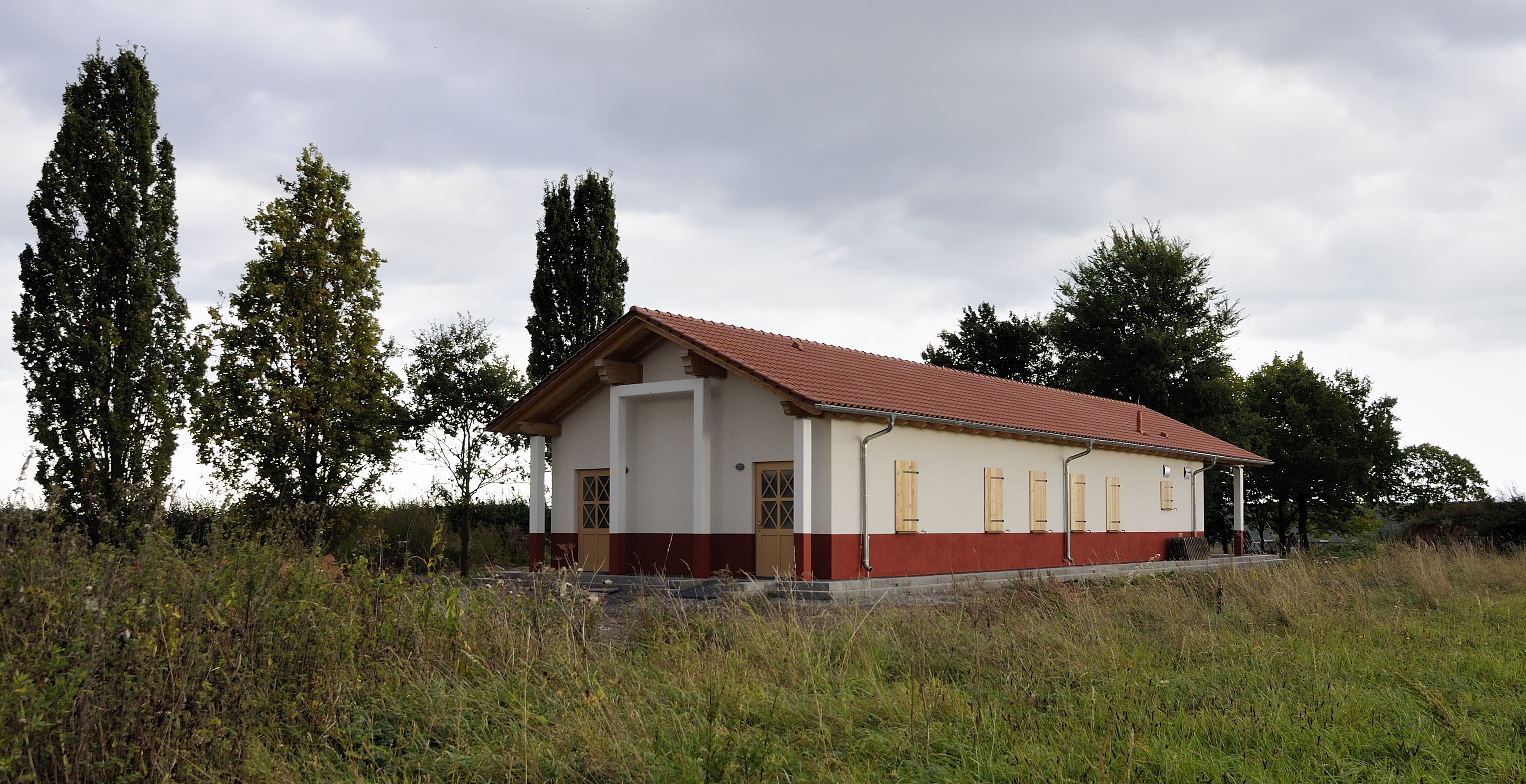
Museumsgebäude seit 2012

Im Verbund mit dem Verein Museumsstraße Odenwald-Bergstraße strebten die beteiligten Körperschaften durch die weitere Erforschung der Haselburg-Geschichte und den Ausbau der Anlage an, neben der Saalburg ein zweites Römermuseum in einer Ausgrabungsstätte in Hessen zu etablieren. 2011/2012 entstand ein neues Besucherzentrum, das die provisorische Holzhütte auf dem Gelände ersetzte. Darin können auch größere Gruppen wie Schulklassen empfangen, Fundstücke ausgestellt und die Veranstaltungen auf dem Gelände unabhängiger vom Wetter durchgeführt werden. Die Fertigstellung des neuen Museumsgebäudes erfolgte Anfang September 2012.